# Finale de tours
Cet article utilise la notation algébrique pour décrire des coups du jeu d'échecs.
|   | a | b | c | d | e | f | g | h |   |
| 8 | Tour noire sur case blanche a6 · Roi noir sur case blanche g6 · Pion blanc sur case noire h6 · Pion blanc sur case noire g5 · Tour blanche sur case noire b4 · Roi blanc sur case noire f4 | Tour noire sur case blanche a6 · Roi noir sur case blanche g6 · Pion blanc sur case noire h6 · Pion blanc sur case noire g5 · Tour blanche sur case noire b4 · Roi blanc sur case noire f4 | Tour noire sur case blanche a6 · Roi noir sur case blanche g6 · Pion blanc sur case noire h6 · Pion blanc sur case noire g5 · Tour blanche sur case noire b4 · Roi blanc sur case noire f4 | Tour noire sur case blanche a6 · Roi noir sur case blanche g6 · Pion blanc sur case noire h6 · Pion blanc sur case noire g5 · Tour blanche sur case noire b4 · Roi blanc sur case noire f4 | Tour noire sur case blanche a6 · Roi noir sur case blanche g6 · Pion blanc sur case noire h6 · Pion blanc sur case noire g5 · Tour blanche sur case noire b4 · Roi blanc sur case noire f4 | Tour noire sur case blanche a6 · Roi noir sur case blanche g6 · Pion blanc sur case noire h6 · Pion blanc sur case noire g5 · Tour blanche sur case noire b4 · Roi blanc sur case noire f4 | Tour noire sur case blanche a6 · Roi noir sur case blanche g6 · Pion blanc sur case noire h6 · Pion blanc sur case noire g5 · Tour blanche sur case noire b4 · Roi blanc sur case noire f4 | Tour noire sur case blanche a6 · Roi noir sur case blanche g6 · Pion blanc sur case noire h6 · Pion blanc sur case noire g5 · Tour blanche sur case noire b4 · Roi blanc sur case noire f4 | 8 |
| 7 | Tour noire sur case blanche a6 · Roi noir sur case blanche g6 · Pion blanc sur case noire h6 · Pion blanc sur case noire g5 · Tour blanche sur case noire b4 · Roi blanc sur case noire f4 | Tour noire sur case blanche a6 · Roi noir sur case blanche g6 · Pion blanc sur case noire h6 · Pion blanc sur case noire g5 · Tour blanche sur case noire b4 · Roi blanc sur case noire f4 | Tour noire sur case blanche a6 · Roi noir sur case blanche g6 · Pion blanc sur case noire h6 · Pion blanc sur case noire g5 · Tour blanche sur case noire b4 · Roi blanc sur case noire f4 | Tour noire sur case blanche a6 · Roi noir sur case blanche g6 · Pion blanc sur case noire h6 · Pion blanc sur case noire g5 · Tour blanche sur case noire b4 · Roi blanc sur case noire f4 | Tour noire sur case blanche a6 · Roi noir sur case blanche g6 · Pion blanc sur case noire h6 · Pion blanc sur case noire g5 · Tour blanche sur case noire b4 · Roi blanc sur case noire f4 | Tour noire sur case blanche a6 · Roi noir sur case blanche g6 · Pion blanc sur case noire h6 · Pion blanc sur case noire g5 · Tour blanche sur case noire b4 · Roi blanc sur case noire f4 | Tour noire sur case blanche a6 · Roi noir sur case blanche g6 · Pion blanc sur case noire h6 · Pion blanc sur case noire g5 · Tour blanche sur case noire b4 · Roi blanc sur case noire f4 | Tour noire sur case blanche a6 · Roi noir sur case blanche g6 · Pion blanc sur case noire h6 · Pion blanc sur case noire g5 · Tour blanche sur case noire b4 · Roi blanc sur case noire f4 | 7 |
| 6 | Tour noire sur case blanche a6 · Roi noir sur case blanche g6 · Pion blanc sur case noire h6 · Pion blanc sur case noire g5 · Tour blanche sur case noire b4 · Roi blanc sur case noire f4 | Tour noire sur case blanche a6 · Roi noir sur case blanche g6 · Pion blanc sur case noire h6 · Pion blanc sur case noire g5 · Tour blanche sur case noire b4 · Roi blanc sur case noire f4 | Tour noire sur case blanche a6 · Roi noir sur case blanche g6 · Pion blanc sur case noire h6 · Pion blanc sur case noire g5 · Tour blanche sur case noire b4 · Roi blanc sur case noire f4 | Tour noire sur case blanche a6 · Roi noir sur case blanche g6 · Pion blanc sur case noire h6 · Pion blanc sur case noire g5 · Tour blanche sur case noire b4 · Roi blanc sur case noire f4 | Tour noire sur case blanche a6 · Roi noir sur case blanche g6 · Pion blanc sur case noire h6 · Pion blanc sur case noire g5 · Tour blanche sur case noire b4 · Roi blanc sur case noire f4 | Tour noire sur case blanche a6 · Roi noir sur case blanche g6 · Pion blanc sur case noire h6 · Pion blanc sur case noire g5 · Tour blanche sur case noire b4 · Roi blanc sur case noire f4 | Tour noire sur case blanche a6 · Roi noir sur case blanche g6 · Pion blanc sur case noire h6 · Pion blanc sur case noire g5 · Tour blanche sur case noire b4 · Roi blanc sur case noire f4 | Tour noire sur case blanche a6 · Roi noir sur case blanche g6 · Pion blanc sur case noire h6 · Pion blanc sur case noire g5 · Tour blanche sur case noire b4 · Roi blanc sur case noire f4 | 6 |
| 5 | Tour noire sur case blanche a6 · Roi noir sur case blanche g6 · Pion blanc sur case noire h6 · Pion blanc sur case noire g5 · Tour blanche sur case noire b4 · Roi blanc sur case noire f4 | Tour noire sur case blanche a6 · Roi noir sur case blanche g6 · Pion blanc sur case noire h6 · Pion blanc sur case noire g5 · Tour blanche sur case noire b4 · Roi blanc sur case noire f4 | Tour noire sur case blanche a6 · Roi noir sur case blanche g6 · Pion blanc sur case noire h6 · Pion blanc sur case noire g5 · Tour blanche sur case noire b4 · Roi blanc sur case noire f4 | Tour noire sur case blanche a6 · Roi noir sur case blanche g6 · Pion blanc sur case noire h6 · Pion blanc sur case noire g5 · Tour blanche sur case noire b4 · Roi blanc sur case noire f4 | Tour noire sur case blanche a6 · Roi noir sur case blanche g6 · Pion blanc sur case noire h6 · Pion blanc sur case noire g5 · Tour blanche sur case noire b4 · Roi blanc sur case noire f4 | Tour noire sur case blanche a6 · Roi noir sur case blanche g6 · Pion blanc sur case noire h6 · Pion blanc sur case noire g5 · Tour blanche sur case noire b4 · Roi blanc sur case noire f4 | Tour noire sur case blanche a6 · Roi noir sur case blanche g6 · Pion blanc sur case noire h6 · Pion blanc sur case noire g5 · Tour blanche sur case noire b4 · Roi blanc sur case noire f4 | Tour noire sur case blanche a6 · Roi noir sur case blanche g6 · Pion blanc sur case noire h6 · Pion blanc sur case noire g5 · Tour blanche sur case noire b4 · Roi blanc sur case noire f4 | 5 |
| 4 | Tour noire sur case blanche a6 · Roi noir sur case blanche g6 · Pion blanc sur case noire h6 · Pion blanc sur case noire g5 · Tour blanche sur case noire b4 · Roi blanc sur case noire f4 | Tour noire sur case blanche a6 · Roi noir sur case blanche g6 · Pion blanc sur case noire h6 · Pion blanc sur case noire g5 · Tour blanche sur case noire b4 · Roi blanc sur case noire f4 | Tour noire sur case blanche a6 · Roi noir sur case blanche g6 · Pion blanc sur case noire h6 · Pion blanc sur case noire g5 · Tour blanche sur case noire b4 · Roi blanc sur case noire f4 | Tour noire sur case blanche a6 · Roi noir sur case blanche g6 · Pion blanc sur case noire h6 · Pion blanc sur case noire g5 · Tour blanche sur case noire b4 · Roi blanc sur case noire f4 | Tour noire sur case blanche a6 · Roi noir sur case blanche g6 · Pion blanc sur case noire h6 · Pion blanc sur case noire g5 · Tour blanche sur case noire b4 · Roi blanc sur case noire f4 | Tour noire sur case blanche a6 · Roi noir sur case blanche g6 · Pion blanc sur case noire h6 · Pion blanc sur case noire g5 · Tour blanche sur case noire b4 · Roi blanc sur case noire f4 | Tour noire sur case blanche a6 · Roi noir sur case blanche g6 · Pion blanc sur case noire h6 · Pion blanc sur case noire g5 · Tour blanche sur case noire b4 · Roi blanc sur case noire f4 | Tour noire sur case blanche a6 · Roi noir sur case blanche g6 · Pion blanc sur case noire h6 · Pion blanc sur case noire g5 · Tour blanche sur case noire b4 · Roi blanc sur case noire f4 | 4 |
| 3 | Tour noire sur case blanche a6 · Roi noir sur case blanche g6 · Pion blanc sur case noire h6 · Pion blanc sur case noire g5 · Tour blanche sur case noire b4 · Roi blanc sur case noire f4 | Tour noire sur case blanche a6 · Roi noir sur case blanche g6 · Pion blanc sur case noire h6 · Pion blanc sur case noire g5 · Tour blanche sur case noire b4 · Roi blanc sur case noire f4 | Tour noire sur case blanche a6 · Roi noir sur case blanche g6 · Pion blanc sur case noire h6 · Pion blanc sur case noire g5 · Tour blanche sur case noire b4 · Roi blanc sur case noire f4 | Tour noire sur case blanche a6 · Roi noir sur case blanche g6 · Pion blanc sur case noire h6 · Pion blanc sur case noire g5 · Tour blanche sur case noire b4 · Roi blanc sur case noire f4 | Tour noire sur case blanche a6 · Roi noir sur case blanche g6 · Pion blanc sur case noire h6 · Pion blanc sur case noire g5 · Tour blanche sur case noire b4 · Roi blanc sur case noire f4 | Tour noire sur case blanche a6 · Roi noir sur case blanche g6 · Pion blanc sur case noire h6 · Pion blanc sur case noire g5 · Tour blanche sur case noire b4 · Roi blanc sur case noire f4 | Tour noire sur case blanche a6 · Roi noir sur case blanche g6 · Pion blanc sur case noire h6 · Pion blanc sur case noire g5 · Tour blanche sur case noire b4 · Roi blanc sur case noire f4 | Tour noire sur case blanche a6 · Roi noir sur case blanche g6 · Pion blanc sur case noire h6 · Pion blanc sur case noire g5 · Tour blanche sur case noire b4 · Roi blanc sur case noire f4 | 3 |
| 2 | Tour noire sur case blanche a6 · Roi noir sur case blanche g6 · Pion blanc sur case noire h6 · Pion blanc sur case noire g5 · Tour blanche sur case noire b4 · Roi blanc sur case noire f4 | Tour noire sur case blanche a6 · Roi noir sur case blanche g6 · Pion blanc sur case noire h6 · Pion blanc sur case noire g5 · Tour blanche sur case noire b4 · Roi blanc sur case noire f4 | Tour noire sur case blanche a6 · Roi noir sur case blanche g6 · Pion blanc sur case noire h6 · Pion blanc sur case noire g5 · Tour blanche sur case noire b4 · Roi blanc sur case noire f4 | Tour noire sur case blanche a6 · Roi noir sur case blanche g6 · Pion blanc sur case noire h6 · Pion blanc sur case noire g5 · Tour blanche sur case noire b4 · Roi blanc sur case noire f4 | Tour noire sur case blanche a6 · Roi noir sur case blanche g6 · Pion blanc sur case noire h6 · Pion blanc sur case noire g5 · Tour blanche sur case noire b4 · Roi blanc sur case noire f4 | Tour noire sur case blanche a6 · Roi noir sur case blanche g6 · Pion blanc sur case noire h6 · Pion blanc sur case noire g5 · Tour blanche sur case noire b4 · Roi blanc sur case noire f4 | Tour noire sur case blanche a6 · Roi noir sur case blanche g6 · Pion blanc sur case noire h6 · Pion blanc sur case noire g5 · Tour blanche sur case noire b4 · Roi blanc sur case noire f4 | Tour noire sur case blanche a6 · Roi noir sur case blanche g6 · Pion blanc sur case noire h6 · Pion blanc sur case noire g5 · Tour blanche sur case noire b4 · Roi blanc sur case noire f4 | 2 |
| 1 | Tour noire sur case blanche a6 · Roi noir sur case blanche g6 · Pion blanc sur case noire h6 · Pion blanc sur case noire g5 · Tour blanche sur case noire b4 · Roi blanc sur case noire f4 | Tour noire sur case blanche a6 · Roi noir sur case blanche g6 · Pion blanc sur case noire h6 · Pion blanc sur case noire g5 · Tour blanche sur case noire b4 · Roi blanc sur case noire f4 | Tour noire sur case blanche a6 · Roi noir sur case blanche g6 · Pion blanc sur case noire h6 · Pion blanc sur case noire g5 · Tour blanche sur case noire b4 · Roi blanc sur case noire f4 | Tour noire sur case blanche a6 · Roi noir sur case blanche g6 · Pion blanc sur case noire h6 · Pion blanc sur case noire g5 · Tour blanche sur case noire b4 · Roi blanc sur case noire f4 | Tour noire sur case blanche a6 · Roi noir sur case blanche g6 · Pion blanc sur case noire h6 · Pion blanc sur case noire g5 · Tour blanche sur case noire b4 · Roi blanc sur case noire f4 | Tour noire sur case blanche a6 · Roi noir sur case blanche g6 · Pion blanc sur case noire h6 · Pion blanc sur case noire g5 · Tour blanche sur case noire b4 · Roi blanc sur case noire f4 | Tour noire sur case blanche a6 · Roi noir sur case blanche g6 · Pion blanc sur case noire h6 · Pion blanc sur case noire g5 · Tour blanche sur case noire b4 · Roi blanc sur case noire f4 | Tour noire sur case blanche a6 · Roi noir sur case blanche g6 · Pion blanc sur case noire h6 · Pion blanc sur case noire g5 · Tour blanche sur case noire b4 · Roi blanc sur case noire f4 | 1 |
|   | a | b | c | d | e | f | g | h |   |

Au jeu d'échecs, une finale de tours est une finale où ne subsistent que des tours et éventuellement des pions (outre les rois). 

## Finales élémentaires

### Roi et deux tours contre roi
|   | a | b | c | d | e | f | g | h |   |
| 8 | Roi blanc sur case blanche a8 · Roi noir sur case blanche e4 · Tour blanche sur case blanche h3 · Tour blanche sur case noire h2 | Roi blanc sur case blanche a8 · Roi noir sur case blanche e4 · Tour blanche sur case blanche h3 · Tour blanche sur case noire h2 | Roi blanc sur case blanche a8 · Roi noir sur case blanche e4 · Tour blanche sur case blanche h3 · Tour blanche sur case noire h2 | Roi blanc sur case blanche a8 · Roi noir sur case blanche e4 · Tour blanche sur case blanche h3 · Tour blanche sur case noire h2 | Roi blanc sur case blanche a8 · Roi noir sur case blanche e4 · Tour blanche sur case blanche h3 · Tour blanche sur case noire h2 | Roi blanc sur case blanche a8 · Roi noir sur case blanche e4 · Tour blanche sur case blanche h3 · Tour blanche sur case noire h2 | Roi blanc sur case blanche a8 · Roi noir sur case blanche e4 · Tour blanche sur case blanche h3 · Tour blanche sur case noire h2 | Roi blanc sur case blanche a8 · Roi noir sur case blanche e4 · Tour blanche sur case blanche h3 · Tour blanche sur case noire h2 | 8 |
| 7 | Roi blanc sur case blanche a8 · Roi noir sur case blanche e4 · Tour blanche sur case blanche h3 · Tour blanche sur case noire h2 | Roi blanc sur case blanche a8 · Roi noir sur case blanche e4 · Tour blanche sur case blanche h3 · Tour blanche sur case noire h2 | Roi blanc sur case blanche a8 · Roi noir sur case blanche e4 · Tour blanche sur case blanche h3 · Tour blanche sur case noire h2 | Roi blanc sur case blanche a8 · Roi noir sur case blanche e4 · Tour blanche sur case blanche h3 · Tour blanche sur case noire h2 | Roi blanc sur case blanche a8 · Roi noir sur case blanche e4 · Tour blanche sur case blanche h3 · Tour blanche sur case noire h2 | Roi blanc sur case blanche a8 · Roi noir sur case blanche e4 · Tour blanche sur case blanche h3 · Tour blanche sur case noire h2 | Roi blanc sur case blanche a8 · Roi noir sur case blanche e4 · Tour blanche sur case blanche h3 · Tour blanche sur case noire h2 | Roi blanc sur case blanche a8 · Roi noir sur case blanche e4 · Tour blanche sur case blanche h3 · Tour blanche sur case noire h2 | 7 |
| 6 | Roi blanc sur case blanche a8 · Roi noir sur case blanche e4 · Tour blanche sur case blanche h3 · Tour blanche sur case noire h2 | Roi blanc sur case blanche a8 · Roi noir sur case blanche e4 · Tour blanche sur case blanche h3 · Tour blanche sur case noire h2 | Roi blanc sur case blanche a8 · Roi noir sur case blanche e4 · Tour blanche sur case blanche h3 · Tour blanche sur case noire h2 | Roi blanc sur case blanche a8 · Roi noir sur case blanche e4 · Tour blanche sur case blanche h3 · Tour blanche sur case noire h2 | Roi blanc sur case blanche a8 · Roi noir sur case blanche e4 · Tour blanche sur case blanche h3 · Tour blanche sur case noire h2 | Roi blanc sur case blanche a8 · Roi noir sur case blanche e4 · Tour blanche sur case blanche h3 · Tour blanche sur case noire h2 | Roi blanc sur case blanche a8 · Roi noir sur case blanche e4 · Tour blanche sur case blanche h3 · Tour blanche sur case noire h2 | Roi blanc sur case blanche a8 · Roi noir sur case blanche e4 · Tour blanche sur case blanche h3 · Tour blanche sur case noire h2 | 6 |
| 5 | Roi blanc sur case blanche a8 · Roi noir sur case blanche e4 · Tour blanche sur case blanche h3 · Tour blanche sur case noire h2 | Roi blanc sur case blanche a8 · Roi noir sur case blanche e4 · Tour blanche sur case blanche h3 · Tour blanche sur case noire h2 | Roi blanc sur case blanche a8 · Roi noir sur case blanche e4 · Tour blanche sur case blanche h3 · Tour blanche sur case noire h2 | Roi blanc sur case blanche a8 · Roi noir sur case blanche e4 · Tour blanche sur case blanche h3 · Tour blanche sur case noire h2 | Roi blanc sur case blanche a8 · Roi noir sur case blanche e4 · Tour blanche sur case blanche h3 · Tour blanche sur case noire h2 | Roi blanc sur case blanche a8 · Roi noir sur case blanche e4 · Tour blanche sur case blanche h3 · Tour blanche sur case noire h2 | Roi blanc sur case blanche a8 · Roi noir sur case blanche e4 · Tour blanche sur case blanche h3 · Tour blanche sur case noire h2 | Roi blanc sur case blanche a8 · Roi noir sur case blanche e4 · Tour blanche sur case blanche h3 · Tour blanche sur case noire h2 | 5 |
| 4 | Roi blanc sur case blanche a8 · Roi noir sur case blanche e4 · Tour blanche sur case blanche h3 · Tour blanche sur case noire h2 | Roi blanc sur case blanche a8 · Roi noir sur case blanche e4 · Tour blanche sur case blanche h3 · Tour blanche sur case noire h2 | Roi blanc sur case blanche a8 · Roi noir sur case blanche e4 · Tour blanche sur case blanche h3 · Tour blanche sur case noire h2 | Roi blanc sur case blanche a8 · Roi noir sur case blanche e4 · Tour blanche sur case blanche h3 · Tour blanche sur case noire h2 | Roi blanc sur case blanche a8 · Roi noir sur case blanche e4 · Tour blanche sur case blanche h3 · Tour blanche sur case noire h2 | Roi blanc sur case blanche a8 · Roi noir sur case blanche e4 · Tour blanche sur case blanche h3 · Tour blanche sur case noire h2 | Roi blanc sur case blanche a8 · Roi noir sur case blanche e4 · Tour blanche sur case blanche h3 · Tour blanche sur case noire h2 | Roi blanc sur case blanche a8 · Roi noir sur case blanche e4 · Tour blanche sur case blanche h3 · Tour blanche sur case noire h2 | 4 |
| 3 | Roi blanc sur case blanche a8 · Roi noir sur case blanche e4 · Tour blanche sur case blanche h3 · Tour blanche sur case noire h2 | Roi blanc sur case blanche a8 · Roi noir sur case blanche e4 · Tour blanche sur case blanche h3 · Tour blanche sur case noire h2 | Roi blanc sur case blanche a8 · Roi noir sur case blanche e4 · Tour blanche sur case blanche h3 · Tour blanche sur case noire h2 | Roi blanc sur case blanche a8 · Roi noir sur case blanche e4 · Tour blanche sur case blanche h3 · Tour blanche sur case noire h2 | Roi blanc sur case blanche a8 · Roi noir sur case blanche e4 · Tour blanche sur case blanche h3 · Tour blanche sur case noire h2 | Roi blanc sur case blanche a8 · Roi noir sur case blanche e4 · Tour blanche sur case blanche h3 · Tour blanche sur case noire h2 | Roi blanc sur case blanche a8 · Roi noir sur case blanche e4 · Tour blanche sur case blanche h3 · Tour blanche sur case noire h2 | Roi blanc sur case blanche a8 · Roi noir sur case blanche e4 · Tour blanche sur case blanche h3 · Tour blanche sur case noire h2 | 3 |
| 2 | Roi blanc sur case blanche a8 · Roi noir sur case blanche e4 · Tour blanche sur case blanche h3 · Tour blanche sur case noire h2 | Roi blanc sur case blanche a8 · Roi noir sur case blanche e4 · Tour blanche sur case blanche h3 · Tour blanche sur case noire h2 | Roi blanc sur case blanche a8 · Roi noir sur case blanche e4 · Tour blanche sur case blanche h3 · Tour blanche sur case noire h2 | Roi blanc sur case blanche a8 · Roi noir sur case blanche e4 · Tour blanche sur case blanche h3 · Tour blanche sur case noire h2 | Roi blanc sur case blanche a8 · Roi noir sur case blanche e4 · Tour blanche sur case blanche h3 · Tour blanche sur case noire h2 | Roi blanc sur case blanche a8 · Roi noir sur case blanche e4 · Tour blanche sur case blanche h3 · Tour blanche sur case noire h2 | Roi blanc sur case blanche a8 · Roi noir sur case blanche e4 · Tour blanche sur case blanche h3 · Tour blanche sur case noire h2 | Roi blanc sur case blanche a8 · Roi noir sur case blanche e4 · Tour blanche sur case blanche h3 · Tour blanche sur case noire h2 | 2 |
| 1 | Roi blanc sur case blanche a8 · Roi noir sur case blanche e4 · Tour blanche sur case blanche h3 · Tour blanche sur case noire h2 | Roi blanc sur case blanche a8 · Roi noir sur case blanche e4 · Tour blanche sur case blanche h3 · Tour blanche sur case noire h2 | Roi blanc sur case blanche a8 · Roi noir sur case blanche e4 · Tour blanche sur case blanche h3 · Tour blanche sur case noire h2 | Roi blanc sur case blanche a8 · Roi noir sur case blanche e4 · Tour blanche sur case blanche h3 · Tour blanche sur case noire h2 | Roi blanc sur case blanche a8 · Roi noir sur case blanche e4 · Tour blanche sur case blanche h3 · Tour blanche sur case noire h2 | Roi blanc sur case blanche a8 · Roi noir sur case blanche e4 · Tour blanche sur case blanche h3 · Tour blanche sur case noire h2 | Roi blanc sur case blanche a8 · Roi noir sur case blanche e4 · Tour blanche sur case blanche h3 · Tour blanche sur case noire h2 | Roi blanc sur case blanche a8 · Roi noir sur case blanche e4 · Tour blanche sur case blanche h3 · Tour blanche sur case noire h2 | 1 |
|   | a | b | c | d | e | f | g | h |   |

Lorsqu'il ne reste sur l'échiquier que le roi et les deux tours de l'attaquant contre le roi dépouillé du défenseur, la méthode pour mater va consister à repousser le roi vers un des côtés de l'échiquier. Cette manœuvre est compliquée par le fait que le roi adverse peut attaquer les tours si elles restent à sa portée, il faut donc les garder toujours le plus loin possible du roi attaqué. Les tours vont attaquer en « escalier », repoussant par des échecs successifs le roi vers la bande.
Dans la position du diagramme ci-contre, on va d'abord chercher à réduire l'espace libre pour le roi noir : 
1.Th5 Rf4 2.T2h4+ Rg3 3.Ta4 pour éviter que la tour ne soit attaquée par le roi. 
3... Rf3 4.Th3+ Rg2 5.Tb3 Rf2 6.Tb2+ Re1 Tb1#

### Roi et tour contre roi
|   | a                                                                                           | b                                                                                           | c                                                                                           | d                                                                                           | e                                                                                           | f                                                                                           | g                                                                                           | h                                                                                           |   |
| 8 | Roi noir sur case noire f4 · Tour blanche sur case noire h2 · Roi blanc sur case blanche h1 | Roi noir sur case noire f4 · Tour blanche sur case noire h2 · Roi blanc sur case blanche h1 | Roi noir sur case noire f4 · Tour blanche sur case noire h2 · Roi blanc sur case blanche h1 | Roi noir sur case noire f4 · Tour blanche sur case noire h2 · Roi blanc sur case blanche h1 | Roi noir sur case noire f4 · Tour blanche sur case noire h2 · Roi blanc sur case blanche h1 | Roi noir sur case noire f4 · Tour blanche sur case noire h2 · Roi blanc sur case blanche h1 | Roi noir sur case noire f4 · Tour blanche sur case noire h2 · Roi blanc sur case blanche h1 | Roi noir sur case noire f4 · Tour blanche sur case noire h2 · Roi blanc sur case blanche h1 | 8 |
| 7 | Roi noir sur case noire f4 · Tour blanche sur case noire h2 · Roi blanc sur case blanche h1 | Roi noir sur case noire f4 · Tour blanche sur case noire h2 · Roi blanc sur case blanche h1 | Roi noir sur case noire f4 · Tour blanche sur case noire h2 · Roi blanc sur case blanche h1 | Roi noir sur case noire f4 · Tour blanche sur case noire h2 · Roi blanc sur case blanche h1 | Roi noir sur case noire f4 · Tour blanche sur case noire h2 · Roi blanc sur case blanche h1 | Roi noir sur case noire f4 · Tour blanche sur case noire h2 · Roi blanc sur case blanche h1 | Roi noir sur case noire f4 · Tour blanche sur case noire h2 · Roi blanc sur case blanche h1 | Roi noir sur case noire f4 · Tour blanche sur case noire h2 · Roi blanc sur case blanche h1 | 7 |
| 6 | Roi noir sur case noire f4 · Tour blanche sur case noire h2 · Roi blanc sur case blanche h1 | Roi noir sur case noire f4 · Tour blanche sur case noire h2 · Roi blanc sur case blanche h1 | Roi noir sur case noire f4 · Tour blanche sur case noire h2 · Roi blanc sur case blanche h1 | Roi noir sur case noire f4 · Tour blanche sur case noire h2 · Roi blanc sur case blanche h1 | Roi noir sur case noire f4 · Tour blanche sur case noire h2 · Roi blanc sur case blanche h1 | Roi noir sur case noire f4 · Tour blanche sur case noire h2 · Roi blanc sur case blanche h1 | Roi noir sur case noire f4 · Tour blanche sur case noire h2 · Roi blanc sur case blanche h1 | Roi noir sur case noire f4 · Tour blanche sur case noire h2 · Roi blanc sur case blanche h1 | 6 |
| 5 | Roi noir sur case noire f4 · Tour blanche sur case noire h2 · Roi blanc sur case blanche h1 | Roi noir sur case noire f4 · Tour blanche sur case noire h2 · Roi blanc sur case blanche h1 | Roi noir sur case noire f4 · Tour blanche sur case noire h2 · Roi blanc sur case blanche h1 | Roi noir sur case noire f4 · Tour blanche sur case noire h2 · Roi blanc sur case blanche h1 | Roi noir sur case noire f4 · Tour blanche sur case noire h2 · Roi blanc sur case blanche h1 | Roi noir sur case noire f4 · Tour blanche sur case noire h2 · Roi blanc sur case blanche h1 | Roi noir sur case noire f4 · Tour blanche sur case noire h2 · Roi blanc sur case blanche h1 | Roi noir sur case noire f4 · Tour blanche sur case noire h2 · Roi blanc sur case blanche h1 | 5 |
| 4 | Roi noir sur case noire f4 · Tour blanche sur case noire h2 · Roi blanc sur case blanche h1 | Roi noir sur case noire f4 · Tour blanche sur case noire h2 · Roi blanc sur case blanche h1 | Roi noir sur case noire f4 · Tour blanche sur case noire h2 · Roi blanc sur case blanche h1 | Roi noir sur case noire f4 · Tour blanche sur case noire h2 · Roi blanc sur case blanche h1 | Roi noir sur case noire f4 · Tour blanche sur case noire h2 · Roi blanc sur case blanche h1 | Roi noir sur case noire f4 · Tour blanche sur case noire h2 · Roi blanc sur case blanche h1 | Roi noir sur case noire f4 · Tour blanche sur case noire h2 · Roi blanc sur case blanche h1 | Roi noir sur case noire f4 · Tour blanche sur case noire h2 · Roi blanc sur case blanche h1 | 4 |
| 3 | Roi noir sur case noire f4 · Tour blanche sur case noire h2 · Roi blanc sur case blanche h1 | Roi noir sur case noire f4 · Tour blanche sur case noire h2 · Roi blanc sur case blanche h1 | Roi noir sur case noire f4 · Tour blanche sur case noire h2 · Roi blanc sur case blanche h1 | Roi noir sur case noire f4 · Tour blanche sur case noire h2 · Roi blanc sur case blanche h1 | Roi noir sur case noire f4 · Tour blanche sur case noire h2 · Roi blanc sur case blanche h1 | Roi noir sur case noire f4 · Tour blanche sur case noire h2 · Roi blanc sur case blanche h1 | Roi noir sur case noire f4 · Tour blanche sur case noire h2 · Roi blanc sur case blanche h1 | Roi noir sur case noire f4 · Tour blanche sur case noire h2 · Roi blanc sur case blanche h1 | 3 |
| 2 | Roi noir sur case noire f4 · Tour blanche sur case noire h2 · Roi blanc sur case blanche h1 | Roi noir sur case noire f4 · Tour blanche sur case noire h2 · Roi blanc sur case blanche h1 | Roi noir sur case noire f4 · Tour blanche sur case noire h2 · Roi blanc sur case blanche h1 | Roi noir sur case noire f4 · Tour blanche sur case noire h2 · Roi blanc sur case blanche h1 | Roi noir sur case noire f4 · Tour blanche sur case noire h2 · Roi blanc sur case blanche h1 | Roi noir sur case noire f4 · Tour blanche sur case noire h2 · Roi blanc sur case blanche h1 | Roi noir sur case noire f4 · Tour blanche sur case noire h2 · Roi blanc sur case blanche h1 | Roi noir sur case noire f4 · Tour blanche sur case noire h2 · Roi blanc sur case blanche h1 | 2 |
| 1 | Roi noir sur case noire f4 · Tour blanche sur case noire h2 · Roi blanc sur case blanche h1 | Roi noir sur case noire f4 · Tour blanche sur case noire h2 · Roi blanc sur case blanche h1 | Roi noir sur case noire f4 · Tour blanche sur case noire h2 · Roi blanc sur case blanche h1 | Roi noir sur case noire f4 · Tour blanche sur case noire h2 · Roi blanc sur case blanche h1 | Roi noir sur case noire f4 · Tour blanche sur case noire h2 · Roi blanc sur case blanche h1 | Roi noir sur case noire f4 · Tour blanche sur case noire h2 · Roi blanc sur case blanche h1 | Roi noir sur case noire f4 · Tour blanche sur case noire h2 · Roi blanc sur case blanche h1 | Roi noir sur case noire f4 · Tour blanche sur case noire h2 · Roi blanc sur case blanche h1 | 1 |
|   | a                                                                                           | b                                                                                           | c                                                                                           | d                                                                                           | e                                                                                           | f                                                                                           | g                                                                                           | h                                                                                           |   |

Dans la position de mat de cette finale, le roi défenseur est à la bande (il n'y a pas de mat possible au centre de l'échiquier), où il est maintenu grâce au roi adverse, en opposition directe. Donc, pour réussir à mater, le camp attaquant doit d'une part repousser le roi adverse à la bande, et utiliser impérativement son roi et sa tour qui vont travailler de concert à rétrécir peu à peu le rectangle où évolue le roi attaqué afin de le repousser à la bande. La méthode montrée ci-dessous n'est pas forcément la plus rapide pour mater, mais elle est sûre et est facile à maîtriser pour le débutant. 
Dans la position du diagramme :
1.Th3 Rg4 2.Rg2 Rf4 3.Tg3 Rf5 4.Rf3 Re5 5.Tg4 Rd5 6.Te4 Rc5 7.Re3 Rd5 8.Rd3 Rc5 9.Td4 Rc6 10.Rc4 Rb6 11.Td5 Rc6 12.Rd4 Rb6 13.Tc5 Rb7 14.Rd5 Rb6 15.Rd6 Rb7 16.Tc6 Rb8 17.Rd7 Rb7 18.Td6 Rb8 19.Tb6+ Ra7 20.Rc7 Ra8 21.Ta6#

## Tour contre tour
|   | a | b | c | d | e | f | g | h |   |
| 8 | Tour noire sur case noire d8 · Roi noir sur case blanche a4 · Pion blanc sur case noire d4 · Roi blanc sur case blanche d3 · Tour blanche sur case blanche b1 | Tour noire sur case noire d8 · Roi noir sur case blanche a4 · Pion blanc sur case noire d4 · Roi blanc sur case blanche d3 · Tour blanche sur case blanche b1 | Tour noire sur case noire d8 · Roi noir sur case blanche a4 · Pion blanc sur case noire d4 · Roi blanc sur case blanche d3 · Tour blanche sur case blanche b1 | Tour noire sur case noire d8 · Roi noir sur case blanche a4 · Pion blanc sur case noire d4 · Roi blanc sur case blanche d3 · Tour blanche sur case blanche b1 | Tour noire sur case noire d8 · Roi noir sur case blanche a4 · Pion blanc sur case noire d4 · Roi blanc sur case blanche d3 · Tour blanche sur case blanche b1 | Tour noire sur case noire d8 · Roi noir sur case blanche a4 · Pion blanc sur case noire d4 · Roi blanc sur case blanche d3 · Tour blanche sur case blanche b1 | Tour noire sur case noire d8 · Roi noir sur case blanche a4 · Pion blanc sur case noire d4 · Roi blanc sur case blanche d3 · Tour blanche sur case blanche b1 | Tour noire sur case noire d8 · Roi noir sur case blanche a4 · Pion blanc sur case noire d4 · Roi blanc sur case blanche d3 · Tour blanche sur case blanche b1 | 8 |
| 7 | Tour noire sur case noire d8 · Roi noir sur case blanche a4 · Pion blanc sur case noire d4 · Roi blanc sur case blanche d3 · Tour blanche sur case blanche b1 | Tour noire sur case noire d8 · Roi noir sur case blanche a4 · Pion blanc sur case noire d4 · Roi blanc sur case blanche d3 · Tour blanche sur case blanche b1 | Tour noire sur case noire d8 · Roi noir sur case blanche a4 · Pion blanc sur case noire d4 · Roi blanc sur case blanche d3 · Tour blanche sur case blanche b1 | Tour noire sur case noire d8 · Roi noir sur case blanche a4 · Pion blanc sur case noire d4 · Roi blanc sur case blanche d3 · Tour blanche sur case blanche b1 | Tour noire sur case noire d8 · Roi noir sur case blanche a4 · Pion blanc sur case noire d4 · Roi blanc sur case blanche d3 · Tour blanche sur case blanche b1 | Tour noire sur case noire d8 · Roi noir sur case blanche a4 · Pion blanc sur case noire d4 · Roi blanc sur case blanche d3 · Tour blanche sur case blanche b1 | Tour noire sur case noire d8 · Roi noir sur case blanche a4 · Pion blanc sur case noire d4 · Roi blanc sur case blanche d3 · Tour blanche sur case blanche b1 | Tour noire sur case noire d8 · Roi noir sur case blanche a4 · Pion blanc sur case noire d4 · Roi blanc sur case blanche d3 · Tour blanche sur case blanche b1 | 7 |
| 6 | Tour noire sur case noire d8 · Roi noir sur case blanche a4 · Pion blanc sur case noire d4 · Roi blanc sur case blanche d3 · Tour blanche sur case blanche b1 | Tour noire sur case noire d8 · Roi noir sur case blanche a4 · Pion blanc sur case noire d4 · Roi blanc sur case blanche d3 · Tour blanche sur case blanche b1 | Tour noire sur case noire d8 · Roi noir sur case blanche a4 · Pion blanc sur case noire d4 · Roi blanc sur case blanche d3 · Tour blanche sur case blanche b1 | Tour noire sur case noire d8 · Roi noir sur case blanche a4 · Pion blanc sur case noire d4 · Roi blanc sur case blanche d3 · Tour blanche sur case blanche b1 | Tour noire sur case noire d8 · Roi noir sur case blanche a4 · Pion blanc sur case noire d4 · Roi blanc sur case blanche d3 · Tour blanche sur case blanche b1 | Tour noire sur case noire d8 · Roi noir sur case blanche a4 · Pion blanc sur case noire d4 · Roi blanc sur case blanche d3 · Tour blanche sur case blanche b1 | Tour noire sur case noire d8 · Roi noir sur case blanche a4 · Pion blanc sur case noire d4 · Roi blanc sur case blanche d3 · Tour blanche sur case blanche b1 | Tour noire sur case noire d8 · Roi noir sur case blanche a4 · Pion blanc sur case noire d4 · Roi blanc sur case blanche d3 · Tour blanche sur case blanche b1 | 6 |
| 5 | Tour noire sur case noire d8 · Roi noir sur case blanche a4 · Pion blanc sur case noire d4 · Roi blanc sur case blanche d3 · Tour blanche sur case blanche b1 | Tour noire sur case noire d8 · Roi noir sur case blanche a4 · Pion blanc sur case noire d4 · Roi blanc sur case blanche d3 · Tour blanche sur case blanche b1 | Tour noire sur case noire d8 · Roi noir sur case blanche a4 · Pion blanc sur case noire d4 · Roi blanc sur case blanche d3 · Tour blanche sur case blanche b1 | Tour noire sur case noire d8 · Roi noir sur case blanche a4 · Pion blanc sur case noire d4 · Roi blanc sur case blanche d3 · Tour blanche sur case blanche b1 | Tour noire sur case noire d8 · Roi noir sur case blanche a4 · Pion blanc sur case noire d4 · Roi blanc sur case blanche d3 · Tour blanche sur case blanche b1 | Tour noire sur case noire d8 · Roi noir sur case blanche a4 · Pion blanc sur case noire d4 · Roi blanc sur case blanche d3 · Tour blanche sur case blanche b1 | Tour noire sur case noire d8 · Roi noir sur case blanche a4 · Pion blanc sur case noire d4 · Roi blanc sur case blanche d3 · Tour blanche sur case blanche b1 | Tour noire sur case noire d8 · Roi noir sur case blanche a4 · Pion blanc sur case noire d4 · Roi blanc sur case blanche d3 · Tour blanche sur case blanche b1 | 5 |
| 4 | Tour noire sur case noire d8 · Roi noir sur case blanche a4 · Pion blanc sur case noire d4 · Roi blanc sur case blanche d3 · Tour blanche sur case blanche b1 | Tour noire sur case noire d8 · Roi noir sur case blanche a4 · Pion blanc sur case noire d4 · Roi blanc sur case blanche d3 · Tour blanche sur case blanche b1 | Tour noire sur case noire d8 · Roi noir sur case blanche a4 · Pion blanc sur case noire d4 · Roi blanc sur case blanche d3 · Tour blanche sur case blanche b1 | Tour noire sur case noire d8 · Roi noir sur case blanche a4 · Pion blanc sur case noire d4 · Roi blanc sur case blanche d3 · Tour blanche sur case blanche b1 | Tour noire sur case noire d8 · Roi noir sur case blanche a4 · Pion blanc sur case noire d4 · Roi blanc sur case blanche d3 · Tour blanche sur case blanche b1 | Tour noire sur case noire d8 · Roi noir sur case blanche a4 · Pion blanc sur case noire d4 · Roi blanc sur case blanche d3 · Tour blanche sur case blanche b1 | Tour noire sur case noire d8 · Roi noir sur case blanche a4 · Pion blanc sur case noire d4 · Roi blanc sur case blanche d3 · Tour blanche sur case blanche b1 | Tour noire sur case noire d8 · Roi noir sur case blanche a4 · Pion blanc sur case noire d4 · Roi blanc sur case blanche d3 · Tour blanche sur case blanche b1 | 4 |
| 3 | Tour noire sur case noire d8 · Roi noir sur case blanche a4 · Pion blanc sur case noire d4 · Roi blanc sur case blanche d3 · Tour blanche sur case blanche b1 | Tour noire sur case noire d8 · Roi noir sur case blanche a4 · Pion blanc sur case noire d4 · Roi blanc sur case blanche d3 · Tour blanche sur case blanche b1 | Tour noire sur case noire d8 · Roi noir sur case blanche a4 · Pion blanc sur case noire d4 · Roi blanc sur case blanche d3 · Tour blanche sur case blanche b1 | Tour noire sur case noire d8 · Roi noir sur case blanche a4 · Pion blanc sur case noire d4 · Roi blanc sur case blanche d3 · Tour blanche sur case blanche b1 | Tour noire sur case noire d8 · Roi noir sur case blanche a4 · Pion blanc sur case noire d4 · Roi blanc sur case blanche d3 · Tour blanche sur case blanche b1 | Tour noire sur case noire d8 · Roi noir sur case blanche a4 · Pion blanc sur case noire d4 · Roi blanc sur case blanche d3 · Tour blanche sur case blanche b1 | Tour noire sur case noire d8 · Roi noir sur case blanche a4 · Pion blanc sur case noire d4 · Roi blanc sur case blanche d3 · Tour blanche sur case blanche b1 | Tour noire sur case noire d8 · Roi noir sur case blanche a4 · Pion blanc sur case noire d4 · Roi blanc sur case blanche d3 · Tour blanche sur case blanche b1 | 3 |
| 2 | Tour noire sur case noire d8 · Roi noir sur case blanche a4 · Pion blanc sur case noire d4 · Roi blanc sur case blanche d3 · Tour blanche sur case blanche b1 | Tour noire sur case noire d8 · Roi noir sur case blanche a4 · Pion blanc sur case noire d4 · Roi blanc sur case blanche d3 · Tour blanche sur case blanche b1 | Tour noire sur case noire d8 · Roi noir sur case blanche a4 · Pion blanc sur case noire d4 · Roi blanc sur case blanche d3 · Tour blanche sur case blanche b1 | Tour noire sur case noire d8 · Roi noir sur case blanche a4 · Pion blanc sur case noire d4 · Roi blanc sur case blanche d3 · Tour blanche sur case blanche b1 | Tour noire sur case noire d8 · Roi noir sur case blanche a4 · Pion blanc sur case noire d4 · Roi blanc sur case blanche d3 · Tour blanche sur case blanche b1 | Tour noire sur case noire d8 · Roi noir sur case blanche a4 · Pion blanc sur case noire d4 · Roi blanc sur case blanche d3 · Tour blanche sur case blanche b1 | Tour noire sur case noire d8 · Roi noir sur case blanche a4 · Pion blanc sur case noire d4 · Roi blanc sur case blanche d3 · Tour blanche sur case blanche b1 | Tour noire sur case noire d8 · Roi noir sur case blanche a4 · Pion blanc sur case noire d4 · Roi blanc sur case blanche d3 · Tour blanche sur case blanche b1 | 2 |
| 1 | Tour noire sur case noire d8 · Roi noir sur case blanche a4 · Pion blanc sur case noire d4 · Roi blanc sur case blanche d3 · Tour blanche sur case blanche b1 | Tour noire sur case noire d8 · Roi noir sur case blanche a4 · Pion blanc sur case noire d4 · Roi blanc sur case blanche d3 · Tour blanche sur case blanche b1 | Tour noire sur case noire d8 · Roi noir sur case blanche a4 · Pion blanc sur case noire d4 · Roi blanc sur case blanche d3 · Tour blanche sur case blanche b1 | Tour noire sur case noire d8 · Roi noir sur case blanche a4 · Pion blanc sur case noire d4 · Roi blanc sur case blanche d3 · Tour blanche sur case blanche b1 | Tour noire sur case noire d8 · Roi noir sur case blanche a4 · Pion blanc sur case noire d4 · Roi blanc sur case blanche d3 · Tour blanche sur case blanche b1 | Tour noire sur case noire d8 · Roi noir sur case blanche a4 · Pion blanc sur case noire d4 · Roi blanc sur case blanche d3 · Tour blanche sur case blanche b1 | Tour noire sur case noire d8 · Roi noir sur case blanche a4 · Pion blanc sur case noire d4 · Roi blanc sur case blanche d3 · Tour blanche sur case blanche b1 | Tour noire sur case noire d8 · Roi noir sur case blanche a4 · Pion blanc sur case noire d4 · Roi blanc sur case blanche d3 · Tour blanche sur case blanche b1 | 1 |
|   | a | b | c | d | e | f | g | h |   |

Les finales où chaque camp n'a qu'une tour sont en principe nulles. Néanmoins il y a possibilité de gain pour un des deux camps en jouant sur une menace de mat, si le roi adverse se trouve dans un coin ou à la bande. Dans le diagramme ci-contre les Blancs jouent 1.d5! et sur 1...Txd5+, 2.Rc4 entraîne le gain car les Noirs perdent la tour ou se font mater par 3.Ta1.

## Tour contre un pion
Puisqu'une tour et un roi peuvent mater, dans le cas d'une finale où l'un des camps n'a qu'un seul pion et l'autre une tour, si le pion peut être stoppé ou capturé, le camp qui possède la tour gagnera. 
|   | a | b | c | d | e | f | g | h |   |
| 8 | Roi noir sur case noire d6 · Pion noir sur case blanche c4 · Tour blanche sur case noire h2 · Roi blanc sur case blanche h1 | Roi noir sur case noire d6 · Pion noir sur case blanche c4 · Tour blanche sur case noire h2 · Roi blanc sur case blanche h1 | Roi noir sur case noire d6 · Pion noir sur case blanche c4 · Tour blanche sur case noire h2 · Roi blanc sur case blanche h1 | Roi noir sur case noire d6 · Pion noir sur case blanche c4 · Tour blanche sur case noire h2 · Roi blanc sur case blanche h1 | Roi noir sur case noire d6 · Pion noir sur case blanche c4 · Tour blanche sur case noire h2 · Roi blanc sur case blanche h1 | Roi noir sur case noire d6 · Pion noir sur case blanche c4 · Tour blanche sur case noire h2 · Roi blanc sur case blanche h1 | Roi noir sur case noire d6 · Pion noir sur case blanche c4 · Tour blanche sur case noire h2 · Roi blanc sur case blanche h1 | Roi noir sur case noire d6 · Pion noir sur case blanche c4 · Tour blanche sur case noire h2 · Roi blanc sur case blanche h1 | 8 |
| 7 | Roi noir sur case noire d6 · Pion noir sur case blanche c4 · Tour blanche sur case noire h2 · Roi blanc sur case blanche h1 | Roi noir sur case noire d6 · Pion noir sur case blanche c4 · Tour blanche sur case noire h2 · Roi blanc sur case blanche h1 | Roi noir sur case noire d6 · Pion noir sur case blanche c4 · Tour blanche sur case noire h2 · Roi blanc sur case blanche h1 | Roi noir sur case noire d6 · Pion noir sur case blanche c4 · Tour blanche sur case noire h2 · Roi blanc sur case blanche h1 | Roi noir sur case noire d6 · Pion noir sur case blanche c4 · Tour blanche sur case noire h2 · Roi blanc sur case blanche h1 | Roi noir sur case noire d6 · Pion noir sur case blanche c4 · Tour blanche sur case noire h2 · Roi blanc sur case blanche h1 | Roi noir sur case noire d6 · Pion noir sur case blanche c4 · Tour blanche sur case noire h2 · Roi blanc sur case blanche h1 | Roi noir sur case noire d6 · Pion noir sur case blanche c4 · Tour blanche sur case noire h2 · Roi blanc sur case blanche h1 | 7 |
| 6 | Roi noir sur case noire d6 · Pion noir sur case blanche c4 · Tour blanche sur case noire h2 · Roi blanc sur case blanche h1 | Roi noir sur case noire d6 · Pion noir sur case blanche c4 · Tour blanche sur case noire h2 · Roi blanc sur case blanche h1 | Roi noir sur case noire d6 · Pion noir sur case blanche c4 · Tour blanche sur case noire h2 · Roi blanc sur case blanche h1 | Roi noir sur case noire d6 · Pion noir sur case blanche c4 · Tour blanche sur case noire h2 · Roi blanc sur case blanche h1 | Roi noir sur case noire d6 · Pion noir sur case blanche c4 · Tour blanche sur case noire h2 · Roi blanc sur case blanche h1 | Roi noir sur case noire d6 · Pion noir sur case blanche c4 · Tour blanche sur case noire h2 · Roi blanc sur case blanche h1 | Roi noir sur case noire d6 · Pion noir sur case blanche c4 · Tour blanche sur case noire h2 · Roi blanc sur case blanche h1 | Roi noir sur case noire d6 · Pion noir sur case blanche c4 · Tour blanche sur case noire h2 · Roi blanc sur case blanche h1 | 6 |
| 5 | Roi noir sur case noire d6 · Pion noir sur case blanche c4 · Tour blanche sur case noire h2 · Roi blanc sur case blanche h1 | Roi noir sur case noire d6 · Pion noir sur case blanche c4 · Tour blanche sur case noire h2 · Roi blanc sur case blanche h1 | Roi noir sur case noire d6 · Pion noir sur case blanche c4 · Tour blanche sur case noire h2 · Roi blanc sur case blanche h1 | Roi noir sur case noire d6 · Pion noir sur case blanche c4 · Tour blanche sur case noire h2 · Roi blanc sur case blanche h1 | Roi noir sur case noire d6 · Pion noir sur case blanche c4 · Tour blanche sur case noire h2 · Roi blanc sur case blanche h1 | Roi noir sur case noire d6 · Pion noir sur case blanche c4 · Tour blanche sur case noire h2 · Roi blanc sur case blanche h1 | Roi noir sur case noire d6 · Pion noir sur case blanche c4 · Tour blanche sur case noire h2 · Roi blanc sur case blanche h1 | Roi noir sur case noire d6 · Pion noir sur case blanche c4 · Tour blanche sur case noire h2 · Roi blanc sur case blanche h1 | 5 |
| 4 | Roi noir sur case noire d6 · Pion noir sur case blanche c4 · Tour blanche sur case noire h2 · Roi blanc sur case blanche h1 | Roi noir sur case noire d6 · Pion noir sur case blanche c4 · Tour blanche sur case noire h2 · Roi blanc sur case blanche h1 | Roi noir sur case noire d6 · Pion noir sur case blanche c4 · Tour blanche sur case noire h2 · Roi blanc sur case blanche h1 | Roi noir sur case noire d6 · Pion noir sur case blanche c4 · Tour blanche sur case noire h2 · Roi blanc sur case blanche h1 | Roi noir sur case noire d6 · Pion noir sur case blanche c4 · Tour blanche sur case noire h2 · Roi blanc sur case blanche h1 | Roi noir sur case noire d6 · Pion noir sur case blanche c4 · Tour blanche sur case noire h2 · Roi blanc sur case blanche h1 | Roi noir sur case noire d6 · Pion noir sur case blanche c4 · Tour blanche sur case noire h2 · Roi blanc sur case blanche h1 | Roi noir sur case noire d6 · Pion noir sur case blanche c4 · Tour blanche sur case noire h2 · Roi blanc sur case blanche h1 | 4 |
| 3 | Roi noir sur case noire d6 · Pion noir sur case blanche c4 · Tour blanche sur case noire h2 · Roi blanc sur case blanche h1 | Roi noir sur case noire d6 · Pion noir sur case blanche c4 · Tour blanche sur case noire h2 · Roi blanc sur case blanche h1 | Roi noir sur case noire d6 · Pion noir sur case blanche c4 · Tour blanche sur case noire h2 · Roi blanc sur case blanche h1 | Roi noir sur case noire d6 · Pion noir sur case blanche c4 · Tour blanche sur case noire h2 · Roi blanc sur case blanche h1 | Roi noir sur case noire d6 · Pion noir sur case blanche c4 · Tour blanche sur case noire h2 · Roi blanc sur case blanche h1 | Roi noir sur case noire d6 · Pion noir sur case blanche c4 · Tour blanche sur case noire h2 · Roi blanc sur case blanche h1 | Roi noir sur case noire d6 · Pion noir sur case blanche c4 · Tour blanche sur case noire h2 · Roi blanc sur case blanche h1 | Roi noir sur case noire d6 · Pion noir sur case blanche c4 · Tour blanche sur case noire h2 · Roi blanc sur case blanche h1 | 3 |
| 2 | Roi noir sur case noire d6 · Pion noir sur case blanche c4 · Tour blanche sur case noire h2 · Roi blanc sur case blanche h1 | Roi noir sur case noire d6 · Pion noir sur case blanche c4 · Tour blanche sur case noire h2 · Roi blanc sur case blanche h1 | Roi noir sur case noire d6 · Pion noir sur case blanche c4 · Tour blanche sur case noire h2 · Roi blanc sur case blanche h1 | Roi noir sur case noire d6 · Pion noir sur case blanche c4 · Tour blanche sur case noire h2 · Roi blanc sur case blanche h1 | Roi noir sur case noire d6 · Pion noir sur case blanche c4 · Tour blanche sur case noire h2 · Roi blanc sur case blanche h1 | Roi noir sur case noire d6 · Pion noir sur case blanche c4 · Tour blanche sur case noire h2 · Roi blanc sur case blanche h1 | Roi noir sur case noire d6 · Pion noir sur case blanche c4 · Tour blanche sur case noire h2 · Roi blanc sur case blanche h1 | Roi noir sur case noire d6 · Pion noir sur case blanche c4 · Tour blanche sur case noire h2 · Roi blanc sur case blanche h1 | 2 |
| 1 | Roi noir sur case noire d6 · Pion noir sur case blanche c4 · Tour blanche sur case noire h2 · Roi blanc sur case blanche h1 | Roi noir sur case noire d6 · Pion noir sur case blanche c4 · Tour blanche sur case noire h2 · Roi blanc sur case blanche h1 | Roi noir sur case noire d6 · Pion noir sur case blanche c4 · Tour blanche sur case noire h2 · Roi blanc sur case blanche h1 | Roi noir sur case noire d6 · Pion noir sur case blanche c4 · Tour blanche sur case noire h2 · Roi blanc sur case blanche h1 | Roi noir sur case noire d6 · Pion noir sur case blanche c4 · Tour blanche sur case noire h2 · Roi blanc sur case blanche h1 | Roi noir sur case noire d6 · Pion noir sur case blanche c4 · Tour blanche sur case noire h2 · Roi blanc sur case blanche h1 | Roi noir sur case noire d6 · Pion noir sur case blanche c4 · Tour blanche sur case noire h2 · Roi blanc sur case blanche h1 | Roi noir sur case noire d6 · Pion noir sur case blanche c4 · Tour blanche sur case noire h2 · Roi blanc sur case blanche h1 | 1 |
|   | a | b | c | d | e | f | g | h |   |

Lorsque le roi du camp qui possède le pion se trouve sur une de ses trois premières rangées (les rangées 1, 2 et 3 pour les blancs ; 6, 7 et 8 pour les noirs) et que le pion est à deux rangées de distance du roi, il existe une manœuvre qui permet de gagner aisément en coupant le roi du pion. Dans le diagramme ci-contre, la tour va commencer par couper le lien entre le pion et le roi : 1.Th5. Le camp adverse va alors avancer le pion pour éviter que le roi blanc ne vienne l'attaquer : 1... c3 2.Th3 ! Le pion ne peut plus être défendu. 2... c2 3.Tc3 1-0. 
En revanche, le camp avec le pion peut espérer faire nulle si le pion est bien avancé vers la case de promotion, soutenu par son Roi et que le Roi adverse est éloigné. La tour va en effet être obligée de s'échanger contre le pion pour éviter la promotion. Il est donc indispensable que le roi du camp qui a le pion reste à proximité du pion. 
Il existe d'autres possibilités de nulle, lorsque, par exemple, le camp possédant la tour parvient à infliger des échecs à répétition au camp possédant le pion, empêchant ainsi le pion (qu'elle ne peut capturer) d'être promu. Une autre possibilité de nulle survient alors que, cette fois ci, la tour ne peut pas éviter que le pion soit promu : si le camp possédant la tour arrive à obtenir une position d'étouffement des velléités agressives de l'adversaire [pas clair].  
Le camp avec le pion peut même gagner dans une position telle que celle dite Position de Saavedra.

## Finales tours contre tours avec un ou plusieurs pions

### Généralités
Les finales de tours avec pions sont plus communes que les autres types de finales. Elles semblent aussi plus complexes, ce qui décourage souvent les joueurs de les étudier.
En milieu de partie, la position agressive des tours n'est qu'un avantage minime. En finale, au contraire, cet avantage est crucial. En finale de tours, il faut chercher à placer en position agressive les tours. Il faut aussi tenter d'obtenir que la ou les tours adverses restent cantonnées à un rôle passif. Aaron Nimzowitsch va jusqu'à conseiller, de manière générale (c'est évidemment à modérer selon la position), lorsqu'il faut choisir entre laisser la tour en position passive à protéger un pion ou l'activer en sacrifiant le pion, de sacrifier le pion pour l'activité. Tarrasch a énoncé un principe général, qui est maintenant appelé la « règle de Tarrasch » (en), selon lequel les tours doivent être placées derrière les pions passés — les siens propres ou ceux de son adversaire. 
Il ne faut pas oublier, dans ce type de finales, qu'une tour perd une partie de son efficacité lorsqu'elle se trouve proche de son objectif et peut plus facilement être attaquée.
La position de Lucena et la position de Philidor sont des positions-clés dans ces finales. La position de Lucena est considérée par Jeremy Silman comme « la mère de toutes les finales de tours » car elle montre les pièges à éviter lorsqu'il s'agit de défendre avec un pion en moins et la situation à rechercher pour le camp attaquant. Ces positions concernent les finales « tour contre tour et pion » mais leurs enseignements serviront dans les finales avec plusieurs pions.

### Tour contre tour et un seul pion

#### Le pion se trouve sur la septième rangée
|   | a | b | c | d | e | f | g | h |   |
| 8 | Roi blanc sur case blanche e8 · Roi noir sur case blanche g8 · Pion blanc sur case noire e7 · Tour noire sur case noire d2 · Tour blanche sur case blanche f1 | Roi blanc sur case blanche e8 · Roi noir sur case blanche g8 · Pion blanc sur case noire e7 · Tour noire sur case noire d2 · Tour blanche sur case blanche f1 | Roi blanc sur case blanche e8 · Roi noir sur case blanche g8 · Pion blanc sur case noire e7 · Tour noire sur case noire d2 · Tour blanche sur case blanche f1 | Roi blanc sur case blanche e8 · Roi noir sur case blanche g8 · Pion blanc sur case noire e7 · Tour noire sur case noire d2 · Tour blanche sur case blanche f1 | Roi blanc sur case blanche e8 · Roi noir sur case blanche g8 · Pion blanc sur case noire e7 · Tour noire sur case noire d2 · Tour blanche sur case blanche f1 | Roi blanc sur case blanche e8 · Roi noir sur case blanche g8 · Pion blanc sur case noire e7 · Tour noire sur case noire d2 · Tour blanche sur case blanche f1 | Roi blanc sur case blanche e8 · Roi noir sur case blanche g8 · Pion blanc sur case noire e7 · Tour noire sur case noire d2 · Tour blanche sur case blanche f1 | Roi blanc sur case blanche e8 · Roi noir sur case blanche g8 · Pion blanc sur case noire e7 · Tour noire sur case noire d2 · Tour blanche sur case blanche f1 | 8 |
| 7 | Roi blanc sur case blanche e8 · Roi noir sur case blanche g8 · Pion blanc sur case noire e7 · Tour noire sur case noire d2 · Tour blanche sur case blanche f1 | Roi blanc sur case blanche e8 · Roi noir sur case blanche g8 · Pion blanc sur case noire e7 · Tour noire sur case noire d2 · Tour blanche sur case blanche f1 | Roi blanc sur case blanche e8 · Roi noir sur case blanche g8 · Pion blanc sur case noire e7 · Tour noire sur case noire d2 · Tour blanche sur case blanche f1 | Roi blanc sur case blanche e8 · Roi noir sur case blanche g8 · Pion blanc sur case noire e7 · Tour noire sur case noire d2 · Tour blanche sur case blanche f1 | Roi blanc sur case blanche e8 · Roi noir sur case blanche g8 · Pion blanc sur case noire e7 · Tour noire sur case noire d2 · Tour blanche sur case blanche f1 | Roi blanc sur case blanche e8 · Roi noir sur case blanche g8 · Pion blanc sur case noire e7 · Tour noire sur case noire d2 · Tour blanche sur case blanche f1 | Roi blanc sur case blanche e8 · Roi noir sur case blanche g8 · Pion blanc sur case noire e7 · Tour noire sur case noire d2 · Tour blanche sur case blanche f1 | Roi blanc sur case blanche e8 · Roi noir sur case blanche g8 · Pion blanc sur case noire e7 · Tour noire sur case noire d2 · Tour blanche sur case blanche f1 | 7 |
| 6 | Roi blanc sur case blanche e8 · Roi noir sur case blanche g8 · Pion blanc sur case noire e7 · Tour noire sur case noire d2 · Tour blanche sur case blanche f1 | Roi blanc sur case blanche e8 · Roi noir sur case blanche g8 · Pion blanc sur case noire e7 · Tour noire sur case noire d2 · Tour blanche sur case blanche f1 | Roi blanc sur case blanche e8 · Roi noir sur case blanche g8 · Pion blanc sur case noire e7 · Tour noire sur case noire d2 · Tour blanche sur case blanche f1 | Roi blanc sur case blanche e8 · Roi noir sur case blanche g8 · Pion blanc sur case noire e7 · Tour noire sur case noire d2 · Tour blanche sur case blanche f1 | Roi blanc sur case blanche e8 · Roi noir sur case blanche g8 · Pion blanc sur case noire e7 · Tour noire sur case noire d2 · Tour blanche sur case blanche f1 | Roi blanc sur case blanche e8 · Roi noir sur case blanche g8 · Pion blanc sur case noire e7 · Tour noire sur case noire d2 · Tour blanche sur case blanche f1 | Roi blanc sur case blanche e8 · Roi noir sur case blanche g8 · Pion blanc sur case noire e7 · Tour noire sur case noire d2 · Tour blanche sur case blanche f1 | Roi blanc sur case blanche e8 · Roi noir sur case blanche g8 · Pion blanc sur case noire e7 · Tour noire sur case noire d2 · Tour blanche sur case blanche f1 | 6 |
| 5 | Roi blanc sur case blanche e8 · Roi noir sur case blanche g8 · Pion blanc sur case noire e7 · Tour noire sur case noire d2 · Tour blanche sur case blanche f1 | Roi blanc sur case blanche e8 · Roi noir sur case blanche g8 · Pion blanc sur case noire e7 · Tour noire sur case noire d2 · Tour blanche sur case blanche f1 | Roi blanc sur case blanche e8 · Roi noir sur case blanche g8 · Pion blanc sur case noire e7 · Tour noire sur case noire d2 · Tour blanche sur case blanche f1 | Roi blanc sur case blanche e8 · Roi noir sur case blanche g8 · Pion blanc sur case noire e7 · Tour noire sur case noire d2 · Tour blanche sur case blanche f1 | Roi blanc sur case blanche e8 · Roi noir sur case blanche g8 · Pion blanc sur case noire e7 · Tour noire sur case noire d2 · Tour blanche sur case blanche f1 | Roi blanc sur case blanche e8 · Roi noir sur case blanche g8 · Pion blanc sur case noire e7 · Tour noire sur case noire d2 · Tour blanche sur case blanche f1 | Roi blanc sur case blanche e8 · Roi noir sur case blanche g8 · Pion blanc sur case noire e7 · Tour noire sur case noire d2 · Tour blanche sur case blanche f1 | Roi blanc sur case blanche e8 · Roi noir sur case blanche g8 · Pion blanc sur case noire e7 · Tour noire sur case noire d2 · Tour blanche sur case blanche f1 | 5 |
| 4 | Roi blanc sur case blanche e8 · Roi noir sur case blanche g8 · Pion blanc sur case noire e7 · Tour noire sur case noire d2 · Tour blanche sur case blanche f1 | Roi blanc sur case blanche e8 · Roi noir sur case blanche g8 · Pion blanc sur case noire e7 · Tour noire sur case noire d2 · Tour blanche sur case blanche f1 | Roi blanc sur case blanche e8 · Roi noir sur case blanche g8 · Pion blanc sur case noire e7 · Tour noire sur case noire d2 · Tour blanche sur case blanche f1 | Roi blanc sur case blanche e8 · Roi noir sur case blanche g8 · Pion blanc sur case noire e7 · Tour noire sur case noire d2 · Tour blanche sur case blanche f1 | Roi blanc sur case blanche e8 · Roi noir sur case blanche g8 · Pion blanc sur case noire e7 · Tour noire sur case noire d2 · Tour blanche sur case blanche f1 | Roi blanc sur case blanche e8 · Roi noir sur case blanche g8 · Pion blanc sur case noire e7 · Tour noire sur case noire d2 · Tour blanche sur case blanche f1 | Roi blanc sur case blanche e8 · Roi noir sur case blanche g8 · Pion blanc sur case noire e7 · Tour noire sur case noire d2 · Tour blanche sur case blanche f1 | Roi blanc sur case blanche e8 · Roi noir sur case blanche g8 · Pion blanc sur case noire e7 · Tour noire sur case noire d2 · Tour blanche sur case blanche f1 | 4 |
| 3 | Roi blanc sur case blanche e8 · Roi noir sur case blanche g8 · Pion blanc sur case noire e7 · Tour noire sur case noire d2 · Tour blanche sur case blanche f1 | Roi blanc sur case blanche e8 · Roi noir sur case blanche g8 · Pion blanc sur case noire e7 · Tour noire sur case noire d2 · Tour blanche sur case blanche f1 | Roi blanc sur case blanche e8 · Roi noir sur case blanche g8 · Pion blanc sur case noire e7 · Tour noire sur case noire d2 · Tour blanche sur case blanche f1 | Roi blanc sur case blanche e8 · Roi noir sur case blanche g8 · Pion blanc sur case noire e7 · Tour noire sur case noire d2 · Tour blanche sur case blanche f1 | Roi blanc sur case blanche e8 · Roi noir sur case blanche g8 · Pion blanc sur case noire e7 · Tour noire sur case noire d2 · Tour blanche sur case blanche f1 | Roi blanc sur case blanche e8 · Roi noir sur case blanche g8 · Pion blanc sur case noire e7 · Tour noire sur case noire d2 · Tour blanche sur case blanche f1 | Roi blanc sur case blanche e8 · Roi noir sur case blanche g8 · Pion blanc sur case noire e7 · Tour noire sur case noire d2 · Tour blanche sur case blanche f1 | Roi blanc sur case blanche e8 · Roi noir sur case blanche g8 · Pion blanc sur case noire e7 · Tour noire sur case noire d2 · Tour blanche sur case blanche f1 | 3 |
| 2 | Roi blanc sur case blanche e8 · Roi noir sur case blanche g8 · Pion blanc sur case noire e7 · Tour noire sur case noire d2 · Tour blanche sur case blanche f1 | Roi blanc sur case blanche e8 · Roi noir sur case blanche g8 · Pion blanc sur case noire e7 · Tour noire sur case noire d2 · Tour blanche sur case blanche f1 | Roi blanc sur case blanche e8 · Roi noir sur case blanche g8 · Pion blanc sur case noire e7 · Tour noire sur case noire d2 · Tour blanche sur case blanche f1 | Roi blanc sur case blanche e8 · Roi noir sur case blanche g8 · Pion blanc sur case noire e7 · Tour noire sur case noire d2 · Tour blanche sur case blanche f1 | Roi blanc sur case blanche e8 · Roi noir sur case blanche g8 · Pion blanc sur case noire e7 · Tour noire sur case noire d2 · Tour blanche sur case blanche f1 | Roi blanc sur case blanche e8 · Roi noir sur case blanche g8 · Pion blanc sur case noire e7 · Tour noire sur case noire d2 · Tour blanche sur case blanche f1 | Roi blanc sur case blanche e8 · Roi noir sur case blanche g8 · Pion blanc sur case noire e7 · Tour noire sur case noire d2 · Tour blanche sur case blanche f1 | Roi blanc sur case blanche e8 · Roi noir sur case blanche g8 · Pion blanc sur case noire e7 · Tour noire sur case noire d2 · Tour blanche sur case blanche f1 | 2 |
| 1 | Roi blanc sur case blanche e8 · Roi noir sur case blanche g8 · Pion blanc sur case noire e7 · Tour noire sur case noire d2 · Tour blanche sur case blanche f1 | Roi blanc sur case blanche e8 · Roi noir sur case blanche g8 · Pion blanc sur case noire e7 · Tour noire sur case noire d2 · Tour blanche sur case blanche f1 | Roi blanc sur case blanche e8 · Roi noir sur case blanche g8 · Pion blanc sur case noire e7 · Tour noire sur case noire d2 · Tour blanche sur case blanche f1 | Roi blanc sur case blanche e8 · Roi noir sur case blanche g8 · Pion blanc sur case noire e7 · Tour noire sur case noire d2 · Tour blanche sur case blanche f1 | Roi blanc sur case blanche e8 · Roi noir sur case blanche g8 · Pion blanc sur case noire e7 · Tour noire sur case noire d2 · Tour blanche sur case blanche f1 | Roi blanc sur case blanche e8 · Roi noir sur case blanche g8 · Pion blanc sur case noire e7 · Tour noire sur case noire d2 · Tour blanche sur case blanche f1 | Roi blanc sur case blanche e8 · Roi noir sur case blanche g8 · Pion blanc sur case noire e7 · Tour noire sur case noire d2 · Tour blanche sur case blanche f1 | Roi blanc sur case blanche e8 · Roi noir sur case blanche g8 · Pion blanc sur case noire e7 · Tour noire sur case noire d2 · Tour blanche sur case blanche f1 | 1 |
|   | a | b | c | d | e | f | g | h |   |

|   | a | b | c | d | e | f | g | h |   |
| 8 | Roi blanc sur case blanche e8 · Pion blanc sur case noire e7 · Roi noir sur case noire g7 · Tour noire sur case blanche a2 · Tour blanche sur case blanche f1 | Roi blanc sur case blanche e8 · Pion blanc sur case noire e7 · Roi noir sur case noire g7 · Tour noire sur case blanche a2 · Tour blanche sur case blanche f1 | Roi blanc sur case blanche e8 · Pion blanc sur case noire e7 · Roi noir sur case noire g7 · Tour noire sur case blanche a2 · Tour blanche sur case blanche f1 | Roi blanc sur case blanche e8 · Pion blanc sur case noire e7 · Roi noir sur case noire g7 · Tour noire sur case blanche a2 · Tour blanche sur case blanche f1 | Roi blanc sur case blanche e8 · Pion blanc sur case noire e7 · Roi noir sur case noire g7 · Tour noire sur case blanche a2 · Tour blanche sur case blanche f1 | Roi blanc sur case blanche e8 · Pion blanc sur case noire e7 · Roi noir sur case noire g7 · Tour noire sur case blanche a2 · Tour blanche sur case blanche f1 | Roi blanc sur case blanche e8 · Pion blanc sur case noire e7 · Roi noir sur case noire g7 · Tour noire sur case blanche a2 · Tour blanche sur case blanche f1 | Roi blanc sur case blanche e8 · Pion blanc sur case noire e7 · Roi noir sur case noire g7 · Tour noire sur case blanche a2 · Tour blanche sur case blanche f1 | 8 |
| 7 | Roi blanc sur case blanche e8 · Pion blanc sur case noire e7 · Roi noir sur case noire g7 · Tour noire sur case blanche a2 · Tour blanche sur case blanche f1 | Roi blanc sur case blanche e8 · Pion blanc sur case noire e7 · Roi noir sur case noire g7 · Tour noire sur case blanche a2 · Tour blanche sur case blanche f1 | Roi blanc sur case blanche e8 · Pion blanc sur case noire e7 · Roi noir sur case noire g7 · Tour noire sur case blanche a2 · Tour blanche sur case blanche f1 | Roi blanc sur case blanche e8 · Pion blanc sur case noire e7 · Roi noir sur case noire g7 · Tour noire sur case blanche a2 · Tour blanche sur case blanche f1 | Roi blanc sur case blanche e8 · Pion blanc sur case noire e7 · Roi noir sur case noire g7 · Tour noire sur case blanche a2 · Tour blanche sur case blanche f1 | Roi blanc sur case blanche e8 · Pion blanc sur case noire e7 · Roi noir sur case noire g7 · Tour noire sur case blanche a2 · Tour blanche sur case blanche f1 | Roi blanc sur case blanche e8 · Pion blanc sur case noire e7 · Roi noir sur case noire g7 · Tour noire sur case blanche a2 · Tour blanche sur case blanche f1 | Roi blanc sur case blanche e8 · Pion blanc sur case noire e7 · Roi noir sur case noire g7 · Tour noire sur case blanche a2 · Tour blanche sur case blanche f1 | 7 |
| 6 | Roi blanc sur case blanche e8 · Pion blanc sur case noire e7 · Roi noir sur case noire g7 · Tour noire sur case blanche a2 · Tour blanche sur case blanche f1 | Roi blanc sur case blanche e8 · Pion blanc sur case noire e7 · Roi noir sur case noire g7 · Tour noire sur case blanche a2 · Tour blanche sur case blanche f1 | Roi blanc sur case blanche e8 · Pion blanc sur case noire e7 · Roi noir sur case noire g7 · Tour noire sur case blanche a2 · Tour blanche sur case blanche f1 | Roi blanc sur case blanche e8 · Pion blanc sur case noire e7 · Roi noir sur case noire g7 · Tour noire sur case blanche a2 · Tour blanche sur case blanche f1 | Roi blanc sur case blanche e8 · Pion blanc sur case noire e7 · Roi noir sur case noire g7 · Tour noire sur case blanche a2 · Tour blanche sur case blanche f1 | Roi blanc sur case blanche e8 · Pion blanc sur case noire e7 · Roi noir sur case noire g7 · Tour noire sur case blanche a2 · Tour blanche sur case blanche f1 | Roi blanc sur case blanche e8 · Pion blanc sur case noire e7 · Roi noir sur case noire g7 · Tour noire sur case blanche a2 · Tour blanche sur case blanche f1 | Roi blanc sur case blanche e8 · Pion blanc sur case noire e7 · Roi noir sur case noire g7 · Tour noire sur case blanche a2 · Tour blanche sur case blanche f1 | 6 |
| 5 | Roi blanc sur case blanche e8 · Pion blanc sur case noire e7 · Roi noir sur case noire g7 · Tour noire sur case blanche a2 · Tour blanche sur case blanche f1 | Roi blanc sur case blanche e8 · Pion blanc sur case noire e7 · Roi noir sur case noire g7 · Tour noire sur case blanche a2 · Tour blanche sur case blanche f1 | Roi blanc sur case blanche e8 · Pion blanc sur case noire e7 · Roi noir sur case noire g7 · Tour noire sur case blanche a2 · Tour blanche sur case blanche f1 | Roi blanc sur case blanche e8 · Pion blanc sur case noire e7 · Roi noir sur case noire g7 · Tour noire sur case blanche a2 · Tour blanche sur case blanche f1 | Roi blanc sur case blanche e8 · Pion blanc sur case noire e7 · Roi noir sur case noire g7 · Tour noire sur case blanche a2 · Tour blanche sur case blanche f1 | Roi blanc sur case blanche e8 · Pion blanc sur case noire e7 · Roi noir sur case noire g7 · Tour noire sur case blanche a2 · Tour blanche sur case blanche f1 | Roi blanc sur case blanche e8 · Pion blanc sur case noire e7 · Roi noir sur case noire g7 · Tour noire sur case blanche a2 · Tour blanche sur case blanche f1 | Roi blanc sur case blanche e8 · Pion blanc sur case noire e7 · Roi noir sur case noire g7 · Tour noire sur case blanche a2 · Tour blanche sur case blanche f1 | 5 |
| 4 | Roi blanc sur case blanche e8 · Pion blanc sur case noire e7 · Roi noir sur case noire g7 · Tour noire sur case blanche a2 · Tour blanche sur case blanche f1 | Roi blanc sur case blanche e8 · Pion blanc sur case noire e7 · Roi noir sur case noire g7 · Tour noire sur case blanche a2 · Tour blanche sur case blanche f1 | Roi blanc sur case blanche e8 · Pion blanc sur case noire e7 · Roi noir sur case noire g7 · Tour noire sur case blanche a2 · Tour blanche sur case blanche f1 | Roi blanc sur case blanche e8 · Pion blanc sur case noire e7 · Roi noir sur case noire g7 · Tour noire sur case blanche a2 · Tour blanche sur case blanche f1 | Roi blanc sur case blanche e8 · Pion blanc sur case noire e7 · Roi noir sur case noire g7 · Tour noire sur case blanche a2 · Tour blanche sur case blanche f1 | Roi blanc sur case blanche e8 · Pion blanc sur case noire e7 · Roi noir sur case noire g7 · Tour noire sur case blanche a2 · Tour blanche sur case blanche f1 | Roi blanc sur case blanche e8 · Pion blanc sur case noire e7 · Roi noir sur case noire g7 · Tour noire sur case blanche a2 · Tour blanche sur case blanche f1 | Roi blanc sur case blanche e8 · Pion blanc sur case noire e7 · Roi noir sur case noire g7 · Tour noire sur case blanche a2 · Tour blanche sur case blanche f1 | 4 |
| 3 | Roi blanc sur case blanche e8 · Pion blanc sur case noire e7 · Roi noir sur case noire g7 · Tour noire sur case blanche a2 · Tour blanche sur case blanche f1 | Roi blanc sur case blanche e8 · Pion blanc sur case noire e7 · Roi noir sur case noire g7 · Tour noire sur case blanche a2 · Tour blanche sur case blanche f1 | Roi blanc sur case blanche e8 · Pion blanc sur case noire e7 · Roi noir sur case noire g7 · Tour noire sur case blanche a2 · Tour blanche sur case blanche f1 | Roi blanc sur case blanche e8 · Pion blanc sur case noire e7 · Roi noir sur case noire g7 · Tour noire sur case blanche a2 · Tour blanche sur case blanche f1 | Roi blanc sur case blanche e8 · Pion blanc sur case noire e7 · Roi noir sur case noire g7 · Tour noire sur case blanche a2 · Tour blanche sur case blanche f1 | Roi blanc sur case blanche e8 · Pion blanc sur case noire e7 · Roi noir sur case noire g7 · Tour noire sur case blanche a2 · Tour blanche sur case blanche f1 | Roi blanc sur case blanche e8 · Pion blanc sur case noire e7 · Roi noir sur case noire g7 · Tour noire sur case blanche a2 · Tour blanche sur case blanche f1 | Roi blanc sur case blanche e8 · Pion blanc sur case noire e7 · Roi noir sur case noire g7 · Tour noire sur case blanche a2 · Tour blanche sur case blanche f1 | 3 |
| 2 | Roi blanc sur case blanche e8 · Pion blanc sur case noire e7 · Roi noir sur case noire g7 · Tour noire sur case blanche a2 · Tour blanche sur case blanche f1 | Roi blanc sur case blanche e8 · Pion blanc sur case noire e7 · Roi noir sur case noire g7 · Tour noire sur case blanche a2 · Tour blanche sur case blanche f1 | Roi blanc sur case blanche e8 · Pion blanc sur case noire e7 · Roi noir sur case noire g7 · Tour noire sur case blanche a2 · Tour blanche sur case blanche f1 | Roi blanc sur case blanche e8 · Pion blanc sur case noire e7 · Roi noir sur case noire g7 · Tour noire sur case blanche a2 · Tour blanche sur case blanche f1 | Roi blanc sur case blanche e8 · Pion blanc sur case noire e7 · Roi noir sur case noire g7 · Tour noire sur case blanche a2 · Tour blanche sur case blanche f1 | Roi blanc sur case blanche e8 · Pion blanc sur case noire e7 · Roi noir sur case noire g7 · Tour noire sur case blanche a2 · Tour blanche sur case blanche f1 | Roi blanc sur case blanche e8 · Pion blanc sur case noire e7 · Roi noir sur case noire g7 · Tour noire sur case blanche a2 · Tour blanche sur case blanche f1 | Roi blanc sur case blanche e8 · Pion blanc sur case noire e7 · Roi noir sur case noire g7 · Tour noire sur case blanche a2 · Tour blanche sur case blanche f1 | 2 |
| 1 | Roi blanc sur case blanche e8 · Pion blanc sur case noire e7 · Roi noir sur case noire g7 · Tour noire sur case blanche a2 · Tour blanche sur case blanche f1 | Roi blanc sur case blanche e8 · Pion blanc sur case noire e7 · Roi noir sur case noire g7 · Tour noire sur case blanche a2 · Tour blanche sur case blanche f1 | Roi blanc sur case blanche e8 · Pion blanc sur case noire e7 · Roi noir sur case noire g7 · Tour noire sur case blanche a2 · Tour blanche sur case blanche f1 | Roi blanc sur case blanche e8 · Pion blanc sur case noire e7 · Roi noir sur case noire g7 · Tour noire sur case blanche a2 · Tour blanche sur case blanche f1 | Roi blanc sur case blanche e8 · Pion blanc sur case noire e7 · Roi noir sur case noire g7 · Tour noire sur case blanche a2 · Tour blanche sur case blanche f1 | Roi blanc sur case blanche e8 · Pion blanc sur case noire e7 · Roi noir sur case noire g7 · Tour noire sur case blanche a2 · Tour blanche sur case blanche f1 | Roi blanc sur case blanche e8 · Pion blanc sur case noire e7 · Roi noir sur case noire g7 · Tour noire sur case blanche a2 · Tour blanche sur case blanche f1 | Roi blanc sur case blanche e8 · Pion blanc sur case noire e7 · Roi noir sur case noire g7 · Tour noire sur case blanche a2 · Tour blanche sur case blanche f1 | 1 |
|   | a | b | c | d | e | f | g | h |   |

Dans la position de Lucena, où la tour du camp faible empêche verticalement le roi adverse de sortir de derrière le pion arrivé sur la septième rangée, le camp fort va gagner. Mais si la tour est active et peut faire des échecs à distance de manière latérale, que le roi du camp fort n'a pas de protection contre ces échecs, (comme dans le diagramme ci-contre où le roi noir empêche le roi blanc de se cacher sur la colonne f), et que la tour n'est pas bien placée pour pouvoir s'interposer, le camp faible va obtenir la nulle par des échecs latéraux.
1... Ta8+ 2.Rd7 Ta7+ 3.Rd6 Ta6+ 4.Rd5 Ta5+ 5.Rc6 Ta6+6.Rb6 Te6 =
Dans la même position, si la tour blanche se trouvait en c1, d1 ou e1 les blancs gagneraient car la tour viendrait s'interposer devant le roi (par exemple 3.Tc7 Txc7 4.Rxc7 Rf7 5.Rd7 +-). En revanche, si cette tour se trouvait en c6 ou c7, les noirs obtiendraient la nulle par 1... Ta8+ 2.Rd7 Rf7 !
La distance entre la tour qui fait les échecs latéraux et le pion doit être d'au moins trois colonnes. Toujours dans cette position, si la tour noire se trouvait sur la colonne b et non sur la colonne a, son efficacité à distance serait réduite. Les blancs peuvent alors gagner :
1... Tb8 2.Rd7 Tb7+ 3.Rd6 Tb8 4.Rc7 Ta8
Ce dernier coup permet apparemment à la tour de retrouver de la distance pour continuer à attaquer le roi latéralement. Mais les Blancs jouent : 
5.Ta1! Te8 6.Rd7 et les noirs perdent.
|   | a | b | c | d | e | f | g | h |   |
| 8 | Tour blanche sur case noire h8 · Pion blanc sur case blanche h7 · Roi noir sur case blanche c6 · Roi blanc sur case noire f2 · Tour noire sur case blanche h1 | Tour blanche sur case noire h8 · Pion blanc sur case blanche h7 · Roi noir sur case blanche c6 · Roi blanc sur case noire f2 · Tour noire sur case blanche h1 | Tour blanche sur case noire h8 · Pion blanc sur case blanche h7 · Roi noir sur case blanche c6 · Roi blanc sur case noire f2 · Tour noire sur case blanche h1 | Tour blanche sur case noire h8 · Pion blanc sur case blanche h7 · Roi noir sur case blanche c6 · Roi blanc sur case noire f2 · Tour noire sur case blanche h1 | Tour blanche sur case noire h8 · Pion blanc sur case blanche h7 · Roi noir sur case blanche c6 · Roi blanc sur case noire f2 · Tour noire sur case blanche h1 | Tour blanche sur case noire h8 · Pion blanc sur case blanche h7 · Roi noir sur case blanche c6 · Roi blanc sur case noire f2 · Tour noire sur case blanche h1 | Tour blanche sur case noire h8 · Pion blanc sur case blanche h7 · Roi noir sur case blanche c6 · Roi blanc sur case noire f2 · Tour noire sur case blanche h1 | Tour blanche sur case noire h8 · Pion blanc sur case blanche h7 · Roi noir sur case blanche c6 · Roi blanc sur case noire f2 · Tour noire sur case blanche h1 | 8 |
| 7 | Tour blanche sur case noire h8 · Pion blanc sur case blanche h7 · Roi noir sur case blanche c6 · Roi blanc sur case noire f2 · Tour noire sur case blanche h1 | Tour blanche sur case noire h8 · Pion blanc sur case blanche h7 · Roi noir sur case blanche c6 · Roi blanc sur case noire f2 · Tour noire sur case blanche h1 | Tour blanche sur case noire h8 · Pion blanc sur case blanche h7 · Roi noir sur case blanche c6 · Roi blanc sur case noire f2 · Tour noire sur case blanche h1 | Tour blanche sur case noire h8 · Pion blanc sur case blanche h7 · Roi noir sur case blanche c6 · Roi blanc sur case noire f2 · Tour noire sur case blanche h1 | Tour blanche sur case noire h8 · Pion blanc sur case blanche h7 · Roi noir sur case blanche c6 · Roi blanc sur case noire f2 · Tour noire sur case blanche h1 | Tour blanche sur case noire h8 · Pion blanc sur case blanche h7 · Roi noir sur case blanche c6 · Roi blanc sur case noire f2 · Tour noire sur case blanche h1 | Tour blanche sur case noire h8 · Pion blanc sur case blanche h7 · Roi noir sur case blanche c6 · Roi blanc sur case noire f2 · Tour noire sur case blanche h1 | Tour blanche sur case noire h8 · Pion blanc sur case blanche h7 · Roi noir sur case blanche c6 · Roi blanc sur case noire f2 · Tour noire sur case blanche h1 | 7 |
| 6 | Tour blanche sur case noire h8 · Pion blanc sur case blanche h7 · Roi noir sur case blanche c6 · Roi blanc sur case noire f2 · Tour noire sur case blanche h1 | Tour blanche sur case noire h8 · Pion blanc sur case blanche h7 · Roi noir sur case blanche c6 · Roi blanc sur case noire f2 · Tour noire sur case blanche h1 | Tour blanche sur case noire h8 · Pion blanc sur case blanche h7 · Roi noir sur case blanche c6 · Roi blanc sur case noire f2 · Tour noire sur case blanche h1 | Tour blanche sur case noire h8 · Pion blanc sur case blanche h7 · Roi noir sur case blanche c6 · Roi blanc sur case noire f2 · Tour noire sur case blanche h1 | Tour blanche sur case noire h8 · Pion blanc sur case blanche h7 · Roi noir sur case blanche c6 · Roi blanc sur case noire f2 · Tour noire sur case blanche h1 | Tour blanche sur case noire h8 · Pion blanc sur case blanche h7 · Roi noir sur case blanche c6 · Roi blanc sur case noire f2 · Tour noire sur case blanche h1 | Tour blanche sur case noire h8 · Pion blanc sur case blanche h7 · Roi noir sur case blanche c6 · Roi blanc sur case noire f2 · Tour noire sur case blanche h1 | Tour blanche sur case noire h8 · Pion blanc sur case blanche h7 · Roi noir sur case blanche c6 · Roi blanc sur case noire f2 · Tour noire sur case blanche h1 | 6 |
| 5 | Tour blanche sur case noire h8 · Pion blanc sur case blanche h7 · Roi noir sur case blanche c6 · Roi blanc sur case noire f2 · Tour noire sur case blanche h1 | Tour blanche sur case noire h8 · Pion blanc sur case blanche h7 · Roi noir sur case blanche c6 · Roi blanc sur case noire f2 · Tour noire sur case blanche h1 | Tour blanche sur case noire h8 · Pion blanc sur case blanche h7 · Roi noir sur case blanche c6 · Roi blanc sur case noire f2 · Tour noire sur case blanche h1 | Tour blanche sur case noire h8 · Pion blanc sur case blanche h7 · Roi noir sur case blanche c6 · Roi blanc sur case noire f2 · Tour noire sur case blanche h1 | Tour blanche sur case noire h8 · Pion blanc sur case blanche h7 · Roi noir sur case blanche c6 · Roi blanc sur case noire f2 · Tour noire sur case blanche h1 | Tour blanche sur case noire h8 · Pion blanc sur case blanche h7 · Roi noir sur case blanche c6 · Roi blanc sur case noire f2 · Tour noire sur case blanche h1 | Tour blanche sur case noire h8 · Pion blanc sur case blanche h7 · Roi noir sur case blanche c6 · Roi blanc sur case noire f2 · Tour noire sur case blanche h1 | Tour blanche sur case noire h8 · Pion blanc sur case blanche h7 · Roi noir sur case blanche c6 · Roi blanc sur case noire f2 · Tour noire sur case blanche h1 | 5 |
| 4 | Tour blanche sur case noire h8 · Pion blanc sur case blanche h7 · Roi noir sur case blanche c6 · Roi blanc sur case noire f2 · Tour noire sur case blanche h1 | Tour blanche sur case noire h8 · Pion blanc sur case blanche h7 · Roi noir sur case blanche c6 · Roi blanc sur case noire f2 · Tour noire sur case blanche h1 | Tour blanche sur case noire h8 · Pion blanc sur case blanche h7 · Roi noir sur case blanche c6 · Roi blanc sur case noire f2 · Tour noire sur case blanche h1 | Tour blanche sur case noire h8 · Pion blanc sur case blanche h7 · Roi noir sur case blanche c6 · Roi blanc sur case noire f2 · Tour noire sur case blanche h1 | Tour blanche sur case noire h8 · Pion blanc sur case blanche h7 · Roi noir sur case blanche c6 · Roi blanc sur case noire f2 · Tour noire sur case blanche h1 | Tour blanche sur case noire h8 · Pion blanc sur case blanche h7 · Roi noir sur case blanche c6 · Roi blanc sur case noire f2 · Tour noire sur case blanche h1 | Tour blanche sur case noire h8 · Pion blanc sur case blanche h7 · Roi noir sur case blanche c6 · Roi blanc sur case noire f2 · Tour noire sur case blanche h1 | Tour blanche sur case noire h8 · Pion blanc sur case blanche h7 · Roi noir sur case blanche c6 · Roi blanc sur case noire f2 · Tour noire sur case blanche h1 | 4 |
| 3 | Tour blanche sur case noire h8 · Pion blanc sur case blanche h7 · Roi noir sur case blanche c6 · Roi blanc sur case noire f2 · Tour noire sur case blanche h1 | Tour blanche sur case noire h8 · Pion blanc sur case blanche h7 · Roi noir sur case blanche c6 · Roi blanc sur case noire f2 · Tour noire sur case blanche h1 | Tour blanche sur case noire h8 · Pion blanc sur case blanche h7 · Roi noir sur case blanche c6 · Roi blanc sur case noire f2 · Tour noire sur case blanche h1 | Tour blanche sur case noire h8 · Pion blanc sur case blanche h7 · Roi noir sur case blanche c6 · Roi blanc sur case noire f2 · Tour noire sur case blanche h1 | Tour blanche sur case noire h8 · Pion blanc sur case blanche h7 · Roi noir sur case blanche c6 · Roi blanc sur case noire f2 · Tour noire sur case blanche h1 | Tour blanche sur case noire h8 · Pion blanc sur case blanche h7 · Roi noir sur case blanche c6 · Roi blanc sur case noire f2 · Tour noire sur case blanche h1 | Tour blanche sur case noire h8 · Pion blanc sur case blanche h7 · Roi noir sur case blanche c6 · Roi blanc sur case noire f2 · Tour noire sur case blanche h1 | Tour blanche sur case noire h8 · Pion blanc sur case blanche h7 · Roi noir sur case blanche c6 · Roi blanc sur case noire f2 · Tour noire sur case blanche h1 | 3 |
| 2 | Tour blanche sur case noire h8 · Pion blanc sur case blanche h7 · Roi noir sur case blanche c6 · Roi blanc sur case noire f2 · Tour noire sur case blanche h1 | Tour blanche sur case noire h8 · Pion blanc sur case blanche h7 · Roi noir sur case blanche c6 · Roi blanc sur case noire f2 · Tour noire sur case blanche h1 | Tour blanche sur case noire h8 · Pion blanc sur case blanche h7 · Roi noir sur case blanche c6 · Roi blanc sur case noire f2 · Tour noire sur case blanche h1 | Tour blanche sur case noire h8 · Pion blanc sur case blanche h7 · Roi noir sur case blanche c6 · Roi blanc sur case noire f2 · Tour noire sur case blanche h1 | Tour blanche sur case noire h8 · Pion blanc sur case blanche h7 · Roi noir sur case blanche c6 · Roi blanc sur case noire f2 · Tour noire sur case blanche h1 | Tour blanche sur case noire h8 · Pion blanc sur case blanche h7 · Roi noir sur case blanche c6 · Roi blanc sur case noire f2 · Tour noire sur case blanche h1 | Tour blanche sur case noire h8 · Pion blanc sur case blanche h7 · Roi noir sur case blanche c6 · Roi blanc sur case noire f2 · Tour noire sur case blanche h1 | Tour blanche sur case noire h8 · Pion blanc sur case blanche h7 · Roi noir sur case blanche c6 · Roi blanc sur case noire f2 · Tour noire sur case blanche h1 | 2 |
| 1 | Tour blanche sur case noire h8 · Pion blanc sur case blanche h7 · Roi noir sur case blanche c6 · Roi blanc sur case noire f2 · Tour noire sur case blanche h1 | Tour blanche sur case noire h8 · Pion blanc sur case blanche h7 · Roi noir sur case blanche c6 · Roi blanc sur case noire f2 · Tour noire sur case blanche h1 | Tour blanche sur case noire h8 · Pion blanc sur case blanche h7 · Roi noir sur case blanche c6 · Roi blanc sur case noire f2 · Tour noire sur case blanche h1 | Tour blanche sur case noire h8 · Pion blanc sur case blanche h7 · Roi noir sur case blanche c6 · Roi blanc sur case noire f2 · Tour noire sur case blanche h1 | Tour blanche sur case noire h8 · Pion blanc sur case blanche h7 · Roi noir sur case blanche c6 · Roi blanc sur case noire f2 · Tour noire sur case blanche h1 | Tour blanche sur case noire h8 · Pion blanc sur case blanche h7 · Roi noir sur case blanche c6 · Roi blanc sur case noire f2 · Tour noire sur case blanche h1 | Tour blanche sur case noire h8 · Pion blanc sur case blanche h7 · Roi noir sur case blanche c6 · Roi blanc sur case noire f2 · Tour noire sur case blanche h1 | Tour blanche sur case noire h8 · Pion blanc sur case blanche h7 · Roi noir sur case blanche c6 · Roi blanc sur case noire f2 · Tour noire sur case blanche h1 | 1 |
|   | a | b | c | d | e | f | g | h |   |

Dans la position du diagramme ci-contre, les Noirs obtiennent la partie nulle si et seulement si leur roi fait la navette entre les deux « cases de sécurité » a7 et b7.

#### Portée des échecs latéraux par la tour du camp défenseur
|   | a | b | c | d | e | f | g | h |   |
| 8 | Tour blanche sur case noire d8 · Pion noir sur case blanche e4 · Roi noir sur case blanche e2 · Roi blanc sur case blanche g2 · Tour noire sur case blanche d1 | Tour blanche sur case noire d8 · Pion noir sur case blanche e4 · Roi noir sur case blanche e2 · Roi blanc sur case blanche g2 · Tour noire sur case blanche d1 | Tour blanche sur case noire d8 · Pion noir sur case blanche e4 · Roi noir sur case blanche e2 · Roi blanc sur case blanche g2 · Tour noire sur case blanche d1 | Tour blanche sur case noire d8 · Pion noir sur case blanche e4 · Roi noir sur case blanche e2 · Roi blanc sur case blanche g2 · Tour noire sur case blanche d1 | Tour blanche sur case noire d8 · Pion noir sur case blanche e4 · Roi noir sur case blanche e2 · Roi blanc sur case blanche g2 · Tour noire sur case blanche d1 | Tour blanche sur case noire d8 · Pion noir sur case blanche e4 · Roi noir sur case blanche e2 · Roi blanc sur case blanche g2 · Tour noire sur case blanche d1 | Tour blanche sur case noire d8 · Pion noir sur case blanche e4 · Roi noir sur case blanche e2 · Roi blanc sur case blanche g2 · Tour noire sur case blanche d1 | Tour blanche sur case noire d8 · Pion noir sur case blanche e4 · Roi noir sur case blanche e2 · Roi blanc sur case blanche g2 · Tour noire sur case blanche d1 | 8 |
| 7 | Tour blanche sur case noire d8 · Pion noir sur case blanche e4 · Roi noir sur case blanche e2 · Roi blanc sur case blanche g2 · Tour noire sur case blanche d1 | Tour blanche sur case noire d8 · Pion noir sur case blanche e4 · Roi noir sur case blanche e2 · Roi blanc sur case blanche g2 · Tour noire sur case blanche d1 | Tour blanche sur case noire d8 · Pion noir sur case blanche e4 · Roi noir sur case blanche e2 · Roi blanc sur case blanche g2 · Tour noire sur case blanche d1 | Tour blanche sur case noire d8 · Pion noir sur case blanche e4 · Roi noir sur case blanche e2 · Roi blanc sur case blanche g2 · Tour noire sur case blanche d1 | Tour blanche sur case noire d8 · Pion noir sur case blanche e4 · Roi noir sur case blanche e2 · Roi blanc sur case blanche g2 · Tour noire sur case blanche d1 | Tour blanche sur case noire d8 · Pion noir sur case blanche e4 · Roi noir sur case blanche e2 · Roi blanc sur case blanche g2 · Tour noire sur case blanche d1 | Tour blanche sur case noire d8 · Pion noir sur case blanche e4 · Roi noir sur case blanche e2 · Roi blanc sur case blanche g2 · Tour noire sur case blanche d1 | Tour blanche sur case noire d8 · Pion noir sur case blanche e4 · Roi noir sur case blanche e2 · Roi blanc sur case blanche g2 · Tour noire sur case blanche d1 | 7 |
| 6 | Tour blanche sur case noire d8 · Pion noir sur case blanche e4 · Roi noir sur case blanche e2 · Roi blanc sur case blanche g2 · Tour noire sur case blanche d1 | Tour blanche sur case noire d8 · Pion noir sur case blanche e4 · Roi noir sur case blanche e2 · Roi blanc sur case blanche g2 · Tour noire sur case blanche d1 | Tour blanche sur case noire d8 · Pion noir sur case blanche e4 · Roi noir sur case blanche e2 · Roi blanc sur case blanche g2 · Tour noire sur case blanche d1 | Tour blanche sur case noire d8 · Pion noir sur case blanche e4 · Roi noir sur case blanche e2 · Roi blanc sur case blanche g2 · Tour noire sur case blanche d1 | Tour blanche sur case noire d8 · Pion noir sur case blanche e4 · Roi noir sur case blanche e2 · Roi blanc sur case blanche g2 · Tour noire sur case blanche d1 | Tour blanche sur case noire d8 · Pion noir sur case blanche e4 · Roi noir sur case blanche e2 · Roi blanc sur case blanche g2 · Tour noire sur case blanche d1 | Tour blanche sur case noire d8 · Pion noir sur case blanche e4 · Roi noir sur case blanche e2 · Roi blanc sur case blanche g2 · Tour noire sur case blanche d1 | Tour blanche sur case noire d8 · Pion noir sur case blanche e4 · Roi noir sur case blanche e2 · Roi blanc sur case blanche g2 · Tour noire sur case blanche d1 | 6 |
| 5 | Tour blanche sur case noire d8 · Pion noir sur case blanche e4 · Roi noir sur case blanche e2 · Roi blanc sur case blanche g2 · Tour noire sur case blanche d1 | Tour blanche sur case noire d8 · Pion noir sur case blanche e4 · Roi noir sur case blanche e2 · Roi blanc sur case blanche g2 · Tour noire sur case blanche d1 | Tour blanche sur case noire d8 · Pion noir sur case blanche e4 · Roi noir sur case blanche e2 · Roi blanc sur case blanche g2 · Tour noire sur case blanche d1 | Tour blanche sur case noire d8 · Pion noir sur case blanche e4 · Roi noir sur case blanche e2 · Roi blanc sur case blanche g2 · Tour noire sur case blanche d1 | Tour blanche sur case noire d8 · Pion noir sur case blanche e4 · Roi noir sur case blanche e2 · Roi blanc sur case blanche g2 · Tour noire sur case blanche d1 | Tour blanche sur case noire d8 · Pion noir sur case blanche e4 · Roi noir sur case blanche e2 · Roi blanc sur case blanche g2 · Tour noire sur case blanche d1 | Tour blanche sur case noire d8 · Pion noir sur case blanche e4 · Roi noir sur case blanche e2 · Roi blanc sur case blanche g2 · Tour noire sur case blanche d1 | Tour blanche sur case noire d8 · Pion noir sur case blanche e4 · Roi noir sur case blanche e2 · Roi blanc sur case blanche g2 · Tour noire sur case blanche d1 | 5 |
| 4 | Tour blanche sur case noire d8 · Pion noir sur case blanche e4 · Roi noir sur case blanche e2 · Roi blanc sur case blanche g2 · Tour noire sur case blanche d1 | Tour blanche sur case noire d8 · Pion noir sur case blanche e4 · Roi noir sur case blanche e2 · Roi blanc sur case blanche g2 · Tour noire sur case blanche d1 | Tour blanche sur case noire d8 · Pion noir sur case blanche e4 · Roi noir sur case blanche e2 · Roi blanc sur case blanche g2 · Tour noire sur case blanche d1 | Tour blanche sur case noire d8 · Pion noir sur case blanche e4 · Roi noir sur case blanche e2 · Roi blanc sur case blanche g2 · Tour noire sur case blanche d1 | Tour blanche sur case noire d8 · Pion noir sur case blanche e4 · Roi noir sur case blanche e2 · Roi blanc sur case blanche g2 · Tour noire sur case blanche d1 | Tour blanche sur case noire d8 · Pion noir sur case blanche e4 · Roi noir sur case blanche e2 · Roi blanc sur case blanche g2 · Tour noire sur case blanche d1 | Tour blanche sur case noire d8 · Pion noir sur case blanche e4 · Roi noir sur case blanche e2 · Roi blanc sur case blanche g2 · Tour noire sur case blanche d1 | Tour blanche sur case noire d8 · Pion noir sur case blanche e4 · Roi noir sur case blanche e2 · Roi blanc sur case blanche g2 · Tour noire sur case blanche d1 | 4 |
| 3 | Tour blanche sur case noire d8 · Pion noir sur case blanche e4 · Roi noir sur case blanche e2 · Roi blanc sur case blanche g2 · Tour noire sur case blanche d1 | Tour blanche sur case noire d8 · Pion noir sur case blanche e4 · Roi noir sur case blanche e2 · Roi blanc sur case blanche g2 · Tour noire sur case blanche d1 | Tour blanche sur case noire d8 · Pion noir sur case blanche e4 · Roi noir sur case blanche e2 · Roi blanc sur case blanche g2 · Tour noire sur case blanche d1 | Tour blanche sur case noire d8 · Pion noir sur case blanche e4 · Roi noir sur case blanche e2 · Roi blanc sur case blanche g2 · Tour noire sur case blanche d1 | Tour blanche sur case noire d8 · Pion noir sur case blanche e4 · Roi noir sur case blanche e2 · Roi blanc sur case blanche g2 · Tour noire sur case blanche d1 | Tour blanche sur case noire d8 · Pion noir sur case blanche e4 · Roi noir sur case blanche e2 · Roi blanc sur case blanche g2 · Tour noire sur case blanche d1 | Tour blanche sur case noire d8 · Pion noir sur case blanche e4 · Roi noir sur case blanche e2 · Roi blanc sur case blanche g2 · Tour noire sur case blanche d1 | Tour blanche sur case noire d8 · Pion noir sur case blanche e4 · Roi noir sur case blanche e2 · Roi blanc sur case blanche g2 · Tour noire sur case blanche d1 | 3 |
| 2 | Tour blanche sur case noire d8 · Pion noir sur case blanche e4 · Roi noir sur case blanche e2 · Roi blanc sur case blanche g2 · Tour noire sur case blanche d1 | Tour blanche sur case noire d8 · Pion noir sur case blanche e4 · Roi noir sur case blanche e2 · Roi blanc sur case blanche g2 · Tour noire sur case blanche d1 | Tour blanche sur case noire d8 · Pion noir sur case blanche e4 · Roi noir sur case blanche e2 · Roi blanc sur case blanche g2 · Tour noire sur case blanche d1 | Tour blanche sur case noire d8 · Pion noir sur case blanche e4 · Roi noir sur case blanche e2 · Roi blanc sur case blanche g2 · Tour noire sur case blanche d1 | Tour blanche sur case noire d8 · Pion noir sur case blanche e4 · Roi noir sur case blanche e2 · Roi blanc sur case blanche g2 · Tour noire sur case blanche d1 | Tour blanche sur case noire d8 · Pion noir sur case blanche e4 · Roi noir sur case blanche e2 · Roi blanc sur case blanche g2 · Tour noire sur case blanche d1 | Tour blanche sur case noire d8 · Pion noir sur case blanche e4 · Roi noir sur case blanche e2 · Roi blanc sur case blanche g2 · Tour noire sur case blanche d1 | Tour blanche sur case noire d8 · Pion noir sur case blanche e4 · Roi noir sur case blanche e2 · Roi blanc sur case blanche g2 · Tour noire sur case blanche d1 | 2 |
| 1 | Tour blanche sur case noire d8 · Pion noir sur case blanche e4 · Roi noir sur case blanche e2 · Roi blanc sur case blanche g2 · Tour noire sur case blanche d1 | Tour blanche sur case noire d8 · Pion noir sur case blanche e4 · Roi noir sur case blanche e2 · Roi blanc sur case blanche g2 · Tour noire sur case blanche d1 | Tour blanche sur case noire d8 · Pion noir sur case blanche e4 · Roi noir sur case blanche e2 · Roi blanc sur case blanche g2 · Tour noire sur case blanche d1 | Tour blanche sur case noire d8 · Pion noir sur case blanche e4 · Roi noir sur case blanche e2 · Roi blanc sur case blanche g2 · Tour noire sur case blanche d1 | Tour blanche sur case noire d8 · Pion noir sur case blanche e4 · Roi noir sur case blanche e2 · Roi blanc sur case blanche g2 · Tour noire sur case blanche d1 | Tour blanche sur case noire d8 · Pion noir sur case blanche e4 · Roi noir sur case blanche e2 · Roi blanc sur case blanche g2 · Tour noire sur case blanche d1 | Tour blanche sur case noire d8 · Pion noir sur case blanche e4 · Roi noir sur case blanche e2 · Roi blanc sur case blanche g2 · Tour noire sur case blanche d1 | Tour blanche sur case noire d8 · Pion noir sur case blanche e4 · Roi noir sur case blanche e2 · Roi blanc sur case blanche g2 · Tour noire sur case blanche d1 | 1 |
|   | a | b | c | d | e | f | g | h |   |

Les échecs latéraux de la tour du camp défenseur seront inefficaces s'il y a moins de trois colonnes (échecs horizontaux) ou trois rangées (échecs verticaux) entre la tour qui administre l'échec et le pion du camp ennemi. Ainsi, dans l'exemple ci-contre, le seul moyen pour les Blancs d'annuler dans tous les cas est de jouer 1. Ta8!.

#### Position de Philidor
|   | a | b | c | d | e | f | g | h |   |
| 8 | Roi noir sur case blanche e8 · Tour blanche sur case blanche h7 · Pion blanc sur case blanche e6 · Roi blanc sur case blanche f5 · Tour noire sur case noire a1 | Roi noir sur case blanche e8 · Tour blanche sur case blanche h7 · Pion blanc sur case blanche e6 · Roi blanc sur case blanche f5 · Tour noire sur case noire a1 | Roi noir sur case blanche e8 · Tour blanche sur case blanche h7 · Pion blanc sur case blanche e6 · Roi blanc sur case blanche f5 · Tour noire sur case noire a1 | Roi noir sur case blanche e8 · Tour blanche sur case blanche h7 · Pion blanc sur case blanche e6 · Roi blanc sur case blanche f5 · Tour noire sur case noire a1 | Roi noir sur case blanche e8 · Tour blanche sur case blanche h7 · Pion blanc sur case blanche e6 · Roi blanc sur case blanche f5 · Tour noire sur case noire a1 | Roi noir sur case blanche e8 · Tour blanche sur case blanche h7 · Pion blanc sur case blanche e6 · Roi blanc sur case blanche f5 · Tour noire sur case noire a1 | Roi noir sur case blanche e8 · Tour blanche sur case blanche h7 · Pion blanc sur case blanche e6 · Roi blanc sur case blanche f5 · Tour noire sur case noire a1 | Roi noir sur case blanche e8 · Tour blanche sur case blanche h7 · Pion blanc sur case blanche e6 · Roi blanc sur case blanche f5 · Tour noire sur case noire a1 | 8 |
| 7 | Roi noir sur case blanche e8 · Tour blanche sur case blanche h7 · Pion blanc sur case blanche e6 · Roi blanc sur case blanche f5 · Tour noire sur case noire a1 | Roi noir sur case blanche e8 · Tour blanche sur case blanche h7 · Pion blanc sur case blanche e6 · Roi blanc sur case blanche f5 · Tour noire sur case noire a1 | Roi noir sur case blanche e8 · Tour blanche sur case blanche h7 · Pion blanc sur case blanche e6 · Roi blanc sur case blanche f5 · Tour noire sur case noire a1 | Roi noir sur case blanche e8 · Tour blanche sur case blanche h7 · Pion blanc sur case blanche e6 · Roi blanc sur case blanche f5 · Tour noire sur case noire a1 | Roi noir sur case blanche e8 · Tour blanche sur case blanche h7 · Pion blanc sur case blanche e6 · Roi blanc sur case blanche f5 · Tour noire sur case noire a1 | Roi noir sur case blanche e8 · Tour blanche sur case blanche h7 · Pion blanc sur case blanche e6 · Roi blanc sur case blanche f5 · Tour noire sur case noire a1 | Roi noir sur case blanche e8 · Tour blanche sur case blanche h7 · Pion blanc sur case blanche e6 · Roi blanc sur case blanche f5 · Tour noire sur case noire a1 | Roi noir sur case blanche e8 · Tour blanche sur case blanche h7 · Pion blanc sur case blanche e6 · Roi blanc sur case blanche f5 · Tour noire sur case noire a1 | 7 |
| 6 | Roi noir sur case blanche e8 · Tour blanche sur case blanche h7 · Pion blanc sur case blanche e6 · Roi blanc sur case blanche f5 · Tour noire sur case noire a1 | Roi noir sur case blanche e8 · Tour blanche sur case blanche h7 · Pion blanc sur case blanche e6 · Roi blanc sur case blanche f5 · Tour noire sur case noire a1 | Roi noir sur case blanche e8 · Tour blanche sur case blanche h7 · Pion blanc sur case blanche e6 · Roi blanc sur case blanche f5 · Tour noire sur case noire a1 | Roi noir sur case blanche e8 · Tour blanche sur case blanche h7 · Pion blanc sur case blanche e6 · Roi blanc sur case blanche f5 · Tour noire sur case noire a1 | Roi noir sur case blanche e8 · Tour blanche sur case blanche h7 · Pion blanc sur case blanche e6 · Roi blanc sur case blanche f5 · Tour noire sur case noire a1 | Roi noir sur case blanche e8 · Tour blanche sur case blanche h7 · Pion blanc sur case blanche e6 · Roi blanc sur case blanche f5 · Tour noire sur case noire a1 | Roi noir sur case blanche e8 · Tour blanche sur case blanche h7 · Pion blanc sur case blanche e6 · Roi blanc sur case blanche f5 · Tour noire sur case noire a1 | Roi noir sur case blanche e8 · Tour blanche sur case blanche h7 · Pion blanc sur case blanche e6 · Roi blanc sur case blanche f5 · Tour noire sur case noire a1 | 6 |
| 5 | Roi noir sur case blanche e8 · Tour blanche sur case blanche h7 · Pion blanc sur case blanche e6 · Roi blanc sur case blanche f5 · Tour noire sur case noire a1 | Roi noir sur case blanche e8 · Tour blanche sur case blanche h7 · Pion blanc sur case blanche e6 · Roi blanc sur case blanche f5 · Tour noire sur case noire a1 | Roi noir sur case blanche e8 · Tour blanche sur case blanche h7 · Pion blanc sur case blanche e6 · Roi blanc sur case blanche f5 · Tour noire sur case noire a1 | Roi noir sur case blanche e8 · Tour blanche sur case blanche h7 · Pion blanc sur case blanche e6 · Roi blanc sur case blanche f5 · Tour noire sur case noire a1 | Roi noir sur case blanche e8 · Tour blanche sur case blanche h7 · Pion blanc sur case blanche e6 · Roi blanc sur case blanche f5 · Tour noire sur case noire a1 | Roi noir sur case blanche e8 · Tour blanche sur case blanche h7 · Pion blanc sur case blanche e6 · Roi blanc sur case blanche f5 · Tour noire sur case noire a1 | Roi noir sur case blanche e8 · Tour blanche sur case blanche h7 · Pion blanc sur case blanche e6 · Roi blanc sur case blanche f5 · Tour noire sur case noire a1 | Roi noir sur case blanche e8 · Tour blanche sur case blanche h7 · Pion blanc sur case blanche e6 · Roi blanc sur case blanche f5 · Tour noire sur case noire a1 | 5 |
| 4 | Roi noir sur case blanche e8 · Tour blanche sur case blanche h7 · Pion blanc sur case blanche e6 · Roi blanc sur case blanche f5 · Tour noire sur case noire a1 | Roi noir sur case blanche e8 · Tour blanche sur case blanche h7 · Pion blanc sur case blanche e6 · Roi blanc sur case blanche f5 · Tour noire sur case noire a1 | Roi noir sur case blanche e8 · Tour blanche sur case blanche h7 · Pion blanc sur case blanche e6 · Roi blanc sur case blanche f5 · Tour noire sur case noire a1 | Roi noir sur case blanche e8 · Tour blanche sur case blanche h7 · Pion blanc sur case blanche e6 · Roi blanc sur case blanche f5 · Tour noire sur case noire a1 | Roi noir sur case blanche e8 · Tour blanche sur case blanche h7 · Pion blanc sur case blanche e6 · Roi blanc sur case blanche f5 · Tour noire sur case noire a1 | Roi noir sur case blanche e8 · Tour blanche sur case blanche h7 · Pion blanc sur case blanche e6 · Roi blanc sur case blanche f5 · Tour noire sur case noire a1 | Roi noir sur case blanche e8 · Tour blanche sur case blanche h7 · Pion blanc sur case blanche e6 · Roi blanc sur case blanche f5 · Tour noire sur case noire a1 | Roi noir sur case blanche e8 · Tour blanche sur case blanche h7 · Pion blanc sur case blanche e6 · Roi blanc sur case blanche f5 · Tour noire sur case noire a1 | 4 |
| 3 | Roi noir sur case blanche e8 · Tour blanche sur case blanche h7 · Pion blanc sur case blanche e6 · Roi blanc sur case blanche f5 · Tour noire sur case noire a1 | Roi noir sur case blanche e8 · Tour blanche sur case blanche h7 · Pion blanc sur case blanche e6 · Roi blanc sur case blanche f5 · Tour noire sur case noire a1 | Roi noir sur case blanche e8 · Tour blanche sur case blanche h7 · Pion blanc sur case blanche e6 · Roi blanc sur case blanche f5 · Tour noire sur case noire a1 | Roi noir sur case blanche e8 · Tour blanche sur case blanche h7 · Pion blanc sur case blanche e6 · Roi blanc sur case blanche f5 · Tour noire sur case noire a1 | Roi noir sur case blanche e8 · Tour blanche sur case blanche h7 · Pion blanc sur case blanche e6 · Roi blanc sur case blanche f5 · Tour noire sur case noire a1 | Roi noir sur case blanche e8 · Tour blanche sur case blanche h7 · Pion blanc sur case blanche e6 · Roi blanc sur case blanche f5 · Tour noire sur case noire a1 | Roi noir sur case blanche e8 · Tour blanche sur case blanche h7 · Pion blanc sur case blanche e6 · Roi blanc sur case blanche f5 · Tour noire sur case noire a1 | Roi noir sur case blanche e8 · Tour blanche sur case blanche h7 · Pion blanc sur case blanche e6 · Roi blanc sur case blanche f5 · Tour noire sur case noire a1 | 3 |
| 2 | Roi noir sur case blanche e8 · Tour blanche sur case blanche h7 · Pion blanc sur case blanche e6 · Roi blanc sur case blanche f5 · Tour noire sur case noire a1 | Roi noir sur case blanche e8 · Tour blanche sur case blanche h7 · Pion blanc sur case blanche e6 · Roi blanc sur case blanche f5 · Tour noire sur case noire a1 | Roi noir sur case blanche e8 · Tour blanche sur case blanche h7 · Pion blanc sur case blanche e6 · Roi blanc sur case blanche f5 · Tour noire sur case noire a1 | Roi noir sur case blanche e8 · Tour blanche sur case blanche h7 · Pion blanc sur case blanche e6 · Roi blanc sur case blanche f5 · Tour noire sur case noire a1 | Roi noir sur case blanche e8 · Tour blanche sur case blanche h7 · Pion blanc sur case blanche e6 · Roi blanc sur case blanche f5 · Tour noire sur case noire a1 | Roi noir sur case blanche e8 · Tour blanche sur case blanche h7 · Pion blanc sur case blanche e6 · Roi blanc sur case blanche f5 · Tour noire sur case noire a1 | Roi noir sur case blanche e8 · Tour blanche sur case blanche h7 · Pion blanc sur case blanche e6 · Roi blanc sur case blanche f5 · Tour noire sur case noire a1 | Roi noir sur case blanche e8 · Tour blanche sur case blanche h7 · Pion blanc sur case blanche e6 · Roi blanc sur case blanche f5 · Tour noire sur case noire a1 | 2 |
| 1 | Roi noir sur case blanche e8 · Tour blanche sur case blanche h7 · Pion blanc sur case blanche e6 · Roi blanc sur case blanche f5 · Tour noire sur case noire a1 | Roi noir sur case blanche e8 · Tour blanche sur case blanche h7 · Pion blanc sur case blanche e6 · Roi blanc sur case blanche f5 · Tour noire sur case noire a1 | Roi noir sur case blanche e8 · Tour blanche sur case blanche h7 · Pion blanc sur case blanche e6 · Roi blanc sur case blanche f5 · Tour noire sur case noire a1 | Roi noir sur case blanche e8 · Tour blanche sur case blanche h7 · Pion blanc sur case blanche e6 · Roi blanc sur case blanche f5 · Tour noire sur case noire a1 | Roi noir sur case blanche e8 · Tour blanche sur case blanche h7 · Pion blanc sur case blanche e6 · Roi blanc sur case blanche f5 · Tour noire sur case noire a1 | Roi noir sur case blanche e8 · Tour blanche sur case blanche h7 · Pion blanc sur case blanche e6 · Roi blanc sur case blanche f5 · Tour noire sur case noire a1 | Roi noir sur case blanche e8 · Tour blanche sur case blanche h7 · Pion blanc sur case blanche e6 · Roi blanc sur case blanche f5 · Tour noire sur case noire a1 | Roi noir sur case blanche e8 · Tour blanche sur case blanche h7 · Pion blanc sur case blanche e6 · Roi blanc sur case blanche f5 · Tour noire sur case noire a1 | 1 |
|   | a | b | c | d | e | f | g | h |   |

La position de Philidor permet au camp ne possédant qu'une tour d'annuler la partie contre roi, tour et pion.

### Finales avec peu de pions
Elles peuvent découler des finales avec plusieurs pions, après des échanges. La possibilité de transposer dans une finale favorable doit servir de guide à ces échanges. En effet, il est généralement plus facile, par exemple, de remporter la partie avec une majorité de trois pions contre deux qu'avec une majorité de deux pions contre un.

#### Roi et Tour contre Roi et deux pions passés liés
|   | a | b | c | d | e | f | g | h |   |
| 8 | Tour noire sur case blanche g8 · Pion blanc sur case noire a7 · Pion blanc sur case blanche b7 · Roi noir sur case blanche f3 · Roi blanc sur case blanche f1 | Tour noire sur case blanche g8 · Pion blanc sur case noire a7 · Pion blanc sur case blanche b7 · Roi noir sur case blanche f3 · Roi blanc sur case blanche f1 | Tour noire sur case blanche g8 · Pion blanc sur case noire a7 · Pion blanc sur case blanche b7 · Roi noir sur case blanche f3 · Roi blanc sur case blanche f1 | Tour noire sur case blanche g8 · Pion blanc sur case noire a7 · Pion blanc sur case blanche b7 · Roi noir sur case blanche f3 · Roi blanc sur case blanche f1 | Tour noire sur case blanche g8 · Pion blanc sur case noire a7 · Pion blanc sur case blanche b7 · Roi noir sur case blanche f3 · Roi blanc sur case blanche f1 | Tour noire sur case blanche g8 · Pion blanc sur case noire a7 · Pion blanc sur case blanche b7 · Roi noir sur case blanche f3 · Roi blanc sur case blanche f1 | Tour noire sur case blanche g8 · Pion blanc sur case noire a7 · Pion blanc sur case blanche b7 · Roi noir sur case blanche f3 · Roi blanc sur case blanche f1 | Tour noire sur case blanche g8 · Pion blanc sur case noire a7 · Pion blanc sur case blanche b7 · Roi noir sur case blanche f3 · Roi blanc sur case blanche f1 | 8 |
| 7 | Tour noire sur case blanche g8 · Pion blanc sur case noire a7 · Pion blanc sur case blanche b7 · Roi noir sur case blanche f3 · Roi blanc sur case blanche f1 | Tour noire sur case blanche g8 · Pion blanc sur case noire a7 · Pion blanc sur case blanche b7 · Roi noir sur case blanche f3 · Roi blanc sur case blanche f1 | Tour noire sur case blanche g8 · Pion blanc sur case noire a7 · Pion blanc sur case blanche b7 · Roi noir sur case blanche f3 · Roi blanc sur case blanche f1 | Tour noire sur case blanche g8 · Pion blanc sur case noire a7 · Pion blanc sur case blanche b7 · Roi noir sur case blanche f3 · Roi blanc sur case blanche f1 | Tour noire sur case blanche g8 · Pion blanc sur case noire a7 · Pion blanc sur case blanche b7 · Roi noir sur case blanche f3 · Roi blanc sur case blanche f1 | Tour noire sur case blanche g8 · Pion blanc sur case noire a7 · Pion blanc sur case blanche b7 · Roi noir sur case blanche f3 · Roi blanc sur case blanche f1 | Tour noire sur case blanche g8 · Pion blanc sur case noire a7 · Pion blanc sur case blanche b7 · Roi noir sur case blanche f3 · Roi blanc sur case blanche f1 | Tour noire sur case blanche g8 · Pion blanc sur case noire a7 · Pion blanc sur case blanche b7 · Roi noir sur case blanche f3 · Roi blanc sur case blanche f1 | 7 |
| 6 | Tour noire sur case blanche g8 · Pion blanc sur case noire a7 · Pion blanc sur case blanche b7 · Roi noir sur case blanche f3 · Roi blanc sur case blanche f1 | Tour noire sur case blanche g8 · Pion blanc sur case noire a7 · Pion blanc sur case blanche b7 · Roi noir sur case blanche f3 · Roi blanc sur case blanche f1 | Tour noire sur case blanche g8 · Pion blanc sur case noire a7 · Pion blanc sur case blanche b7 · Roi noir sur case blanche f3 · Roi blanc sur case blanche f1 | Tour noire sur case blanche g8 · Pion blanc sur case noire a7 · Pion blanc sur case blanche b7 · Roi noir sur case blanche f3 · Roi blanc sur case blanche f1 | Tour noire sur case blanche g8 · Pion blanc sur case noire a7 · Pion blanc sur case blanche b7 · Roi noir sur case blanche f3 · Roi blanc sur case blanche f1 | Tour noire sur case blanche g8 · Pion blanc sur case noire a7 · Pion blanc sur case blanche b7 · Roi noir sur case blanche f3 · Roi blanc sur case blanche f1 | Tour noire sur case blanche g8 · Pion blanc sur case noire a7 · Pion blanc sur case blanche b7 · Roi noir sur case blanche f3 · Roi blanc sur case blanche f1 | Tour noire sur case blanche g8 · Pion blanc sur case noire a7 · Pion blanc sur case blanche b7 · Roi noir sur case blanche f3 · Roi blanc sur case blanche f1 | 6 |
| 5 | Tour noire sur case blanche g8 · Pion blanc sur case noire a7 · Pion blanc sur case blanche b7 · Roi noir sur case blanche f3 · Roi blanc sur case blanche f1 | Tour noire sur case blanche g8 · Pion blanc sur case noire a7 · Pion blanc sur case blanche b7 · Roi noir sur case blanche f3 · Roi blanc sur case blanche f1 | Tour noire sur case blanche g8 · Pion blanc sur case noire a7 · Pion blanc sur case blanche b7 · Roi noir sur case blanche f3 · Roi blanc sur case blanche f1 | Tour noire sur case blanche g8 · Pion blanc sur case noire a7 · Pion blanc sur case blanche b7 · Roi noir sur case blanche f3 · Roi blanc sur case blanche f1 | Tour noire sur case blanche g8 · Pion blanc sur case noire a7 · Pion blanc sur case blanche b7 · Roi noir sur case blanche f3 · Roi blanc sur case blanche f1 | Tour noire sur case blanche g8 · Pion blanc sur case noire a7 · Pion blanc sur case blanche b7 · Roi noir sur case blanche f3 · Roi blanc sur case blanche f1 | Tour noire sur case blanche g8 · Pion blanc sur case noire a7 · Pion blanc sur case blanche b7 · Roi noir sur case blanche f3 · Roi blanc sur case blanche f1 | Tour noire sur case blanche g8 · Pion blanc sur case noire a7 · Pion blanc sur case blanche b7 · Roi noir sur case blanche f3 · Roi blanc sur case blanche f1 | 5 |
| 4 | Tour noire sur case blanche g8 · Pion blanc sur case noire a7 · Pion blanc sur case blanche b7 · Roi noir sur case blanche f3 · Roi blanc sur case blanche f1 | Tour noire sur case blanche g8 · Pion blanc sur case noire a7 · Pion blanc sur case blanche b7 · Roi noir sur case blanche f3 · Roi blanc sur case blanche f1 | Tour noire sur case blanche g8 · Pion blanc sur case noire a7 · Pion blanc sur case blanche b7 · Roi noir sur case blanche f3 · Roi blanc sur case blanche f1 | Tour noire sur case blanche g8 · Pion blanc sur case noire a7 · Pion blanc sur case blanche b7 · Roi noir sur case blanche f3 · Roi blanc sur case blanche f1 | Tour noire sur case blanche g8 · Pion blanc sur case noire a7 · Pion blanc sur case blanche b7 · Roi noir sur case blanche f3 · Roi blanc sur case blanche f1 | Tour noire sur case blanche g8 · Pion blanc sur case noire a7 · Pion blanc sur case blanche b7 · Roi noir sur case blanche f3 · Roi blanc sur case blanche f1 | Tour noire sur case blanche g8 · Pion blanc sur case noire a7 · Pion blanc sur case blanche b7 · Roi noir sur case blanche f3 · Roi blanc sur case blanche f1 | Tour noire sur case blanche g8 · Pion blanc sur case noire a7 · Pion blanc sur case blanche b7 · Roi noir sur case blanche f3 · Roi blanc sur case blanche f1 | 4 |
| 3 | Tour noire sur case blanche g8 · Pion blanc sur case noire a7 · Pion blanc sur case blanche b7 · Roi noir sur case blanche f3 · Roi blanc sur case blanche f1 | Tour noire sur case blanche g8 · Pion blanc sur case noire a7 · Pion blanc sur case blanche b7 · Roi noir sur case blanche f3 · Roi blanc sur case blanche f1 | Tour noire sur case blanche g8 · Pion blanc sur case noire a7 · Pion blanc sur case blanche b7 · Roi noir sur case blanche f3 · Roi blanc sur case blanche f1 | Tour noire sur case blanche g8 · Pion blanc sur case noire a7 · Pion blanc sur case blanche b7 · Roi noir sur case blanche f3 · Roi blanc sur case blanche f1 | Tour noire sur case blanche g8 · Pion blanc sur case noire a7 · Pion blanc sur case blanche b7 · Roi noir sur case blanche f3 · Roi blanc sur case blanche f1 | Tour noire sur case blanche g8 · Pion blanc sur case noire a7 · Pion blanc sur case blanche b7 · Roi noir sur case blanche f3 · Roi blanc sur case blanche f1 | Tour noire sur case blanche g8 · Pion blanc sur case noire a7 · Pion blanc sur case blanche b7 · Roi noir sur case blanche f3 · Roi blanc sur case blanche f1 | Tour noire sur case blanche g8 · Pion blanc sur case noire a7 · Pion blanc sur case blanche b7 · Roi noir sur case blanche f3 · Roi blanc sur case blanche f1 | 3 |
| 2 | Tour noire sur case blanche g8 · Pion blanc sur case noire a7 · Pion blanc sur case blanche b7 · Roi noir sur case blanche f3 · Roi blanc sur case blanche f1 | Tour noire sur case blanche g8 · Pion blanc sur case noire a7 · Pion blanc sur case blanche b7 · Roi noir sur case blanche f3 · Roi blanc sur case blanche f1 | Tour noire sur case blanche g8 · Pion blanc sur case noire a7 · Pion blanc sur case blanche b7 · Roi noir sur case blanche f3 · Roi blanc sur case blanche f1 | Tour noire sur case blanche g8 · Pion blanc sur case noire a7 · Pion blanc sur case blanche b7 · Roi noir sur case blanche f3 · Roi blanc sur case blanche f1 | Tour noire sur case blanche g8 · Pion blanc sur case noire a7 · Pion blanc sur case blanche b7 · Roi noir sur case blanche f3 · Roi blanc sur case blanche f1 | Tour noire sur case blanche g8 · Pion blanc sur case noire a7 · Pion blanc sur case blanche b7 · Roi noir sur case blanche f3 · Roi blanc sur case blanche f1 | Tour noire sur case blanche g8 · Pion blanc sur case noire a7 · Pion blanc sur case blanche b7 · Roi noir sur case blanche f3 · Roi blanc sur case blanche f1 | Tour noire sur case blanche g8 · Pion blanc sur case noire a7 · Pion blanc sur case blanche b7 · Roi noir sur case blanche f3 · Roi blanc sur case blanche f1 | 2 |
| 1 | Tour noire sur case blanche g8 · Pion blanc sur case noire a7 · Pion blanc sur case blanche b7 · Roi noir sur case blanche f3 · Roi blanc sur case blanche f1 | Tour noire sur case blanche g8 · Pion blanc sur case noire a7 · Pion blanc sur case blanche b7 · Roi noir sur case blanche f3 · Roi blanc sur case blanche f1 | Tour noire sur case blanche g8 · Pion blanc sur case noire a7 · Pion blanc sur case blanche b7 · Roi noir sur case blanche f3 · Roi blanc sur case blanche f1 | Tour noire sur case blanche g8 · Pion blanc sur case noire a7 · Pion blanc sur case blanche b7 · Roi noir sur case blanche f3 · Roi blanc sur case blanche f1 | Tour noire sur case blanche g8 · Pion blanc sur case noire a7 · Pion blanc sur case blanche b7 · Roi noir sur case blanche f3 · Roi blanc sur case blanche f1 | Tour noire sur case blanche g8 · Pion blanc sur case noire a7 · Pion blanc sur case blanche b7 · Roi noir sur case blanche f3 · Roi blanc sur case blanche f1 | Tour noire sur case blanche g8 · Pion blanc sur case noire a7 · Pion blanc sur case blanche b7 · Roi noir sur case blanche f3 · Roi blanc sur case blanche f1 | Tour noire sur case blanche g8 · Pion blanc sur case noire a7 · Pion blanc sur case blanche b7 · Roi noir sur case blanche f3 · Roi blanc sur case blanche f1 | 1 |
|   | a | b | c | d | e | f | g | h |   |

En règle générale, une Tour perd contre deux pions passés liés s'ils ont atteint la sixième rangée.
Voici cependant un contre-exemple: 
1...Th8! 2. Rg1 Tg8+ 3. Rf1 Th8 4. Re1 Re3 5. Rd1 Rd3 6. Rc1 Rc3 7. Rb1 Th1+ 8. Ra2 Th2+ 9. Ra3 Th1! 10. Ra4 Rc4 11. Ra5 Rc5=.

### Finales avec de nombreux pions
Les éléments à prendre en compte sont les suivants :
- l'activité des tours,
- la possibilité de pénétrer avec le roi dans le camp ennemi,
- la possibilité de créer des pions passés accompagnés par le roi,
- le rapport matériel, qui est le critère le moins déterminant[14].

#### Finales avec possibilités défensives
Le contre-jeu provient généralement de la possession de tours actives : « la défense repose essentiellement sur la mobilité de la Tour noire, qui « persécute » le Roi par une série d'échecs, passant pour cela d'un bord à l'autre de la première rangée ou inversement ». La première partie du match de Championnat du monde de 1910 entre Emanuel Lasker et Carl Schlechter donne un exemple célèbre, où les Noirs (Lasker), en infériorité numérique de pions (et non de pièces), sont prêts au sacrifice supplémentaire de pions (pas de pièces) pour obtenir une Tour active.
|   | a | b | c | d | e | f | g | h |   |
| 8 | Roi noir sur case blanche c8 · Tour noire sur case blanche h7 · Pion noir sur case blanche a6 · Pion blanc sur case noire d6 · Roi blanc sur case blanche e6 · Pion blanc sur case noire b4 · Tour blanche sur case noire f4 | Roi noir sur case blanche c8 · Tour noire sur case blanche h7 · Pion noir sur case blanche a6 · Pion blanc sur case noire d6 · Roi blanc sur case blanche e6 · Pion blanc sur case noire b4 · Tour blanche sur case noire f4 | Roi noir sur case blanche c8 · Tour noire sur case blanche h7 · Pion noir sur case blanche a6 · Pion blanc sur case noire d6 · Roi blanc sur case blanche e6 · Pion blanc sur case noire b4 · Tour blanche sur case noire f4 | Roi noir sur case blanche c8 · Tour noire sur case blanche h7 · Pion noir sur case blanche a6 · Pion blanc sur case noire d6 · Roi blanc sur case blanche e6 · Pion blanc sur case noire b4 · Tour blanche sur case noire f4 | Roi noir sur case blanche c8 · Tour noire sur case blanche h7 · Pion noir sur case blanche a6 · Pion blanc sur case noire d6 · Roi blanc sur case blanche e6 · Pion blanc sur case noire b4 · Tour blanche sur case noire f4 | Roi noir sur case blanche c8 · Tour noire sur case blanche h7 · Pion noir sur case blanche a6 · Pion blanc sur case noire d6 · Roi blanc sur case blanche e6 · Pion blanc sur case noire b4 · Tour blanche sur case noire f4 | Roi noir sur case blanche c8 · Tour noire sur case blanche h7 · Pion noir sur case blanche a6 · Pion blanc sur case noire d6 · Roi blanc sur case blanche e6 · Pion blanc sur case noire b4 · Tour blanche sur case noire f4 | Roi noir sur case blanche c8 · Tour noire sur case blanche h7 · Pion noir sur case blanche a6 · Pion blanc sur case noire d6 · Roi blanc sur case blanche e6 · Pion blanc sur case noire b4 · Tour blanche sur case noire f4 | 8 |
| 7 | Roi noir sur case blanche c8 · Tour noire sur case blanche h7 · Pion noir sur case blanche a6 · Pion blanc sur case noire d6 · Roi blanc sur case blanche e6 · Pion blanc sur case noire b4 · Tour blanche sur case noire f4 | Roi noir sur case blanche c8 · Tour noire sur case blanche h7 · Pion noir sur case blanche a6 · Pion blanc sur case noire d6 · Roi blanc sur case blanche e6 · Pion blanc sur case noire b4 · Tour blanche sur case noire f4 | Roi noir sur case blanche c8 · Tour noire sur case blanche h7 · Pion noir sur case blanche a6 · Pion blanc sur case noire d6 · Roi blanc sur case blanche e6 · Pion blanc sur case noire b4 · Tour blanche sur case noire f4 | Roi noir sur case blanche c8 · Tour noire sur case blanche h7 · Pion noir sur case blanche a6 · Pion blanc sur case noire d6 · Roi blanc sur case blanche e6 · Pion blanc sur case noire b4 · Tour blanche sur case noire f4 | Roi noir sur case blanche c8 · Tour noire sur case blanche h7 · Pion noir sur case blanche a6 · Pion blanc sur case noire d6 · Roi blanc sur case blanche e6 · Pion blanc sur case noire b4 · Tour blanche sur case noire f4 | Roi noir sur case blanche c8 · Tour noire sur case blanche h7 · Pion noir sur case blanche a6 · Pion blanc sur case noire d6 · Roi blanc sur case blanche e6 · Pion blanc sur case noire b4 · Tour blanche sur case noire f4 | Roi noir sur case blanche c8 · Tour noire sur case blanche h7 · Pion noir sur case blanche a6 · Pion blanc sur case noire d6 · Roi blanc sur case blanche e6 · Pion blanc sur case noire b4 · Tour blanche sur case noire f4 | Roi noir sur case blanche c8 · Tour noire sur case blanche h7 · Pion noir sur case blanche a6 · Pion blanc sur case noire d6 · Roi blanc sur case blanche e6 · Pion blanc sur case noire b4 · Tour blanche sur case noire f4 | 7 |
| 6 | Roi noir sur case blanche c8 · Tour noire sur case blanche h7 · Pion noir sur case blanche a6 · Pion blanc sur case noire d6 · Roi blanc sur case blanche e6 · Pion blanc sur case noire b4 · Tour blanche sur case noire f4 | Roi noir sur case blanche c8 · Tour noire sur case blanche h7 · Pion noir sur case blanche a6 · Pion blanc sur case noire d6 · Roi blanc sur case blanche e6 · Pion blanc sur case noire b4 · Tour blanche sur case noire f4 | Roi noir sur case blanche c8 · Tour noire sur case blanche h7 · Pion noir sur case blanche a6 · Pion blanc sur case noire d6 · Roi blanc sur case blanche e6 · Pion blanc sur case noire b4 · Tour blanche sur case noire f4 | Roi noir sur case blanche c8 · Tour noire sur case blanche h7 · Pion noir sur case blanche a6 · Pion blanc sur case noire d6 · Roi blanc sur case blanche e6 · Pion blanc sur case noire b4 · Tour blanche sur case noire f4 | Roi noir sur case blanche c8 · Tour noire sur case blanche h7 · Pion noir sur case blanche a6 · Pion blanc sur case noire d6 · Roi blanc sur case blanche e6 · Pion blanc sur case noire b4 · Tour blanche sur case noire f4 | Roi noir sur case blanche c8 · Tour noire sur case blanche h7 · Pion noir sur case blanche a6 · Pion blanc sur case noire d6 · Roi blanc sur case blanche e6 · Pion blanc sur case noire b4 · Tour blanche sur case noire f4 | Roi noir sur case blanche c8 · Tour noire sur case blanche h7 · Pion noir sur case blanche a6 · Pion blanc sur case noire d6 · Roi blanc sur case blanche e6 · Pion blanc sur case noire b4 · Tour blanche sur case noire f4 | Roi noir sur case blanche c8 · Tour noire sur case blanche h7 · Pion noir sur case blanche a6 · Pion blanc sur case noire d6 · Roi blanc sur case blanche e6 · Pion blanc sur case noire b4 · Tour blanche sur case noire f4 | 6 |
| 5 | Roi noir sur case blanche c8 · Tour noire sur case blanche h7 · Pion noir sur case blanche a6 · Pion blanc sur case noire d6 · Roi blanc sur case blanche e6 · Pion blanc sur case noire b4 · Tour blanche sur case noire f4 | Roi noir sur case blanche c8 · Tour noire sur case blanche h7 · Pion noir sur case blanche a6 · Pion blanc sur case noire d6 · Roi blanc sur case blanche e6 · Pion blanc sur case noire b4 · Tour blanche sur case noire f4 | Roi noir sur case blanche c8 · Tour noire sur case blanche h7 · Pion noir sur case blanche a6 · Pion blanc sur case noire d6 · Roi blanc sur case blanche e6 · Pion blanc sur case noire b4 · Tour blanche sur case noire f4 | Roi noir sur case blanche c8 · Tour noire sur case blanche h7 · Pion noir sur case blanche a6 · Pion blanc sur case noire d6 · Roi blanc sur case blanche e6 · Pion blanc sur case noire b4 · Tour blanche sur case noire f4 | Roi noir sur case blanche c8 · Tour noire sur case blanche h7 · Pion noir sur case blanche a6 · Pion blanc sur case noire d6 · Roi blanc sur case blanche e6 · Pion blanc sur case noire b4 · Tour blanche sur case noire f4 | Roi noir sur case blanche c8 · Tour noire sur case blanche h7 · Pion noir sur case blanche a6 · Pion blanc sur case noire d6 · Roi blanc sur case blanche e6 · Pion blanc sur case noire b4 · Tour blanche sur case noire f4 | Roi noir sur case blanche c8 · Tour noire sur case blanche h7 · Pion noir sur case blanche a6 · Pion blanc sur case noire d6 · Roi blanc sur case blanche e6 · Pion blanc sur case noire b4 · Tour blanche sur case noire f4 | Roi noir sur case blanche c8 · Tour noire sur case blanche h7 · Pion noir sur case blanche a6 · Pion blanc sur case noire d6 · Roi blanc sur case blanche e6 · Pion blanc sur case noire b4 · Tour blanche sur case noire f4 | 5 |
| 4 | Roi noir sur case blanche c8 · Tour noire sur case blanche h7 · Pion noir sur case blanche a6 · Pion blanc sur case noire d6 · Roi blanc sur case blanche e6 · Pion blanc sur case noire b4 · Tour blanche sur case noire f4 | Roi noir sur case blanche c8 · Tour noire sur case blanche h7 · Pion noir sur case blanche a6 · Pion blanc sur case noire d6 · Roi blanc sur case blanche e6 · Pion blanc sur case noire b4 · Tour blanche sur case noire f4 | Roi noir sur case blanche c8 · Tour noire sur case blanche h7 · Pion noir sur case blanche a6 · Pion blanc sur case noire d6 · Roi blanc sur case blanche e6 · Pion blanc sur case noire b4 · Tour blanche sur case noire f4 | Roi noir sur case blanche c8 · Tour noire sur case blanche h7 · Pion noir sur case blanche a6 · Pion blanc sur case noire d6 · Roi blanc sur case blanche e6 · Pion blanc sur case noire b4 · Tour blanche sur case noire f4 | Roi noir sur case blanche c8 · Tour noire sur case blanche h7 · Pion noir sur case blanche a6 · Pion blanc sur case noire d6 · Roi blanc sur case blanche e6 · Pion blanc sur case noire b4 · Tour blanche sur case noire f4 | Roi noir sur case blanche c8 · Tour noire sur case blanche h7 · Pion noir sur case blanche a6 · Pion blanc sur case noire d6 · Roi blanc sur case blanche e6 · Pion blanc sur case noire b4 · Tour blanche sur case noire f4 | Roi noir sur case blanche c8 · Tour noire sur case blanche h7 · Pion noir sur case blanche a6 · Pion blanc sur case noire d6 · Roi blanc sur case blanche e6 · Pion blanc sur case noire b4 · Tour blanche sur case noire f4 | Roi noir sur case blanche c8 · Tour noire sur case blanche h7 · Pion noir sur case blanche a6 · Pion blanc sur case noire d6 · Roi blanc sur case blanche e6 · Pion blanc sur case noire b4 · Tour blanche sur case noire f4 | 4 |
| 3 | Roi noir sur case blanche c8 · Tour noire sur case blanche h7 · Pion noir sur case blanche a6 · Pion blanc sur case noire d6 · Roi blanc sur case blanche e6 · Pion blanc sur case noire b4 · Tour blanche sur case noire f4 | Roi noir sur case blanche c8 · Tour noire sur case blanche h7 · Pion noir sur case blanche a6 · Pion blanc sur case noire d6 · Roi blanc sur case blanche e6 · Pion blanc sur case noire b4 · Tour blanche sur case noire f4 | Roi noir sur case blanche c8 · Tour noire sur case blanche h7 · Pion noir sur case blanche a6 · Pion blanc sur case noire d6 · Roi blanc sur case blanche e6 · Pion blanc sur case noire b4 · Tour blanche sur case noire f4 | Roi noir sur case blanche c8 · Tour noire sur case blanche h7 · Pion noir sur case blanche a6 · Pion blanc sur case noire d6 · Roi blanc sur case blanche e6 · Pion blanc sur case noire b4 · Tour blanche sur case noire f4 | Roi noir sur case blanche c8 · Tour noire sur case blanche h7 · Pion noir sur case blanche a6 · Pion blanc sur case noire d6 · Roi blanc sur case blanche e6 · Pion blanc sur case noire b4 · Tour blanche sur case noire f4 | Roi noir sur case blanche c8 · Tour noire sur case blanche h7 · Pion noir sur case blanche a6 · Pion blanc sur case noire d6 · Roi blanc sur case blanche e6 · Pion blanc sur case noire b4 · Tour blanche sur case noire f4 | Roi noir sur case blanche c8 · Tour noire sur case blanche h7 · Pion noir sur case blanche a6 · Pion blanc sur case noire d6 · Roi blanc sur case blanche e6 · Pion blanc sur case noire b4 · Tour blanche sur case noire f4 | Roi noir sur case blanche c8 · Tour noire sur case blanche h7 · Pion noir sur case blanche a6 · Pion blanc sur case noire d6 · Roi blanc sur case blanche e6 · Pion blanc sur case noire b4 · Tour blanche sur case noire f4 | 3 |
| 2 | Roi noir sur case blanche c8 · Tour noire sur case blanche h7 · Pion noir sur case blanche a6 · Pion blanc sur case noire d6 · Roi blanc sur case blanche e6 · Pion blanc sur case noire b4 · Tour blanche sur case noire f4 | Roi noir sur case blanche c8 · Tour noire sur case blanche h7 · Pion noir sur case blanche a6 · Pion blanc sur case noire d6 · Roi blanc sur case blanche e6 · Pion blanc sur case noire b4 · Tour blanche sur case noire f4 | Roi noir sur case blanche c8 · Tour noire sur case blanche h7 · Pion noir sur case blanche a6 · Pion blanc sur case noire d6 · Roi blanc sur case blanche e6 · Pion blanc sur case noire b4 · Tour blanche sur case noire f4 | Roi noir sur case blanche c8 · Tour noire sur case blanche h7 · Pion noir sur case blanche a6 · Pion blanc sur case noire d6 · Roi blanc sur case blanche e6 · Pion blanc sur case noire b4 · Tour blanche sur case noire f4 | Roi noir sur case blanche c8 · Tour noire sur case blanche h7 · Pion noir sur case blanche a6 · Pion blanc sur case noire d6 · Roi blanc sur case blanche e6 · Pion blanc sur case noire b4 · Tour blanche sur case noire f4 | Roi noir sur case blanche c8 · Tour noire sur case blanche h7 · Pion noir sur case blanche a6 · Pion blanc sur case noire d6 · Roi blanc sur case blanche e6 · Pion blanc sur case noire b4 · Tour blanche sur case noire f4 | Roi noir sur case blanche c8 · Tour noire sur case blanche h7 · Pion noir sur case blanche a6 · Pion blanc sur case noire d6 · Roi blanc sur case blanche e6 · Pion blanc sur case noire b4 · Tour blanche sur case noire f4 | Roi noir sur case blanche c8 · Tour noire sur case blanche h7 · Pion noir sur case blanche a6 · Pion blanc sur case noire d6 · Roi blanc sur case blanche e6 · Pion blanc sur case noire b4 · Tour blanche sur case noire f4 | 2 |
| 1 | Roi noir sur case blanche c8 · Tour noire sur case blanche h7 · Pion noir sur case blanche a6 · Pion blanc sur case noire d6 · Roi blanc sur case blanche e6 · Pion blanc sur case noire b4 · Tour blanche sur case noire f4 | Roi noir sur case blanche c8 · Tour noire sur case blanche h7 · Pion noir sur case blanche a6 · Pion blanc sur case noire d6 · Roi blanc sur case blanche e6 · Pion blanc sur case noire b4 · Tour blanche sur case noire f4 | Roi noir sur case blanche c8 · Tour noire sur case blanche h7 · Pion noir sur case blanche a6 · Pion blanc sur case noire d6 · Roi blanc sur case blanche e6 · Pion blanc sur case noire b4 · Tour blanche sur case noire f4 | Roi noir sur case blanche c8 · Tour noire sur case blanche h7 · Pion noir sur case blanche a6 · Pion blanc sur case noire d6 · Roi blanc sur case blanche e6 · Pion blanc sur case noire b4 · Tour blanche sur case noire f4 | Roi noir sur case blanche c8 · Tour noire sur case blanche h7 · Pion noir sur case blanche a6 · Pion blanc sur case noire d6 · Roi blanc sur case blanche e6 · Pion blanc sur case noire b4 · Tour blanche sur case noire f4 | Roi noir sur case blanche c8 · Tour noire sur case blanche h7 · Pion noir sur case blanche a6 · Pion blanc sur case noire d6 · Roi blanc sur case blanche e6 · Pion blanc sur case noire b4 · Tour blanche sur case noire f4 | Roi noir sur case blanche c8 · Tour noire sur case blanche h7 · Pion noir sur case blanche a6 · Pion blanc sur case noire d6 · Roi blanc sur case blanche e6 · Pion blanc sur case noire b4 · Tour blanche sur case noire f4 | Roi noir sur case blanche c8 · Tour noire sur case blanche h7 · Pion noir sur case blanche a6 · Pion blanc sur case noire d6 · Roi blanc sur case blanche e6 · Pion blanc sur case noire b4 · Tour blanche sur case noire f4 | 1 |
|   | a | b | c | d | e | f | g | h |   |

La (les) tour(s) que le camp défenseur possède peut (peuvent) jouer un rôle déterminant pour empêcher le camp adverse d'utiliser son roi en appui de l'avance des pions passés que ce dernier détient. Ainsi, dans la position ci-contre, il peut suivre:
1...Th6+ 2. Tf6 Th8 3. Tf7 Th6+
et:4. Re7 Th8 5. Tg7 Rb7 6. Re6+ Rb6 =
ou encore: 4. Rd5 Th1 5. Ta7 Td1+ 6. Rc5 Tc1+ 7. Rb6 Tb1 8. Tc7+ Rd8 9. Tc4 Ta1 10. Rc6 Tb1 11. Th4 Tc1+ 12. Rb6 Ta1 =.
L'activité des Tours est tellement importante qu'avant même d'activer ses propres Tours, il faut parfois empêcher le contre-jeu adverse.

#### Finales avec possibilités offensives
Des possibilités offensives peuvent notamment provenir pour un camp de l'« avancée du Roi vers la « région » de l'échiquier où se fera la promotion » ou du « fait qu'il lui soit (ou non) possible de se cacher pour échapper aux échecs de la Tour ».
Ces possibilités offensives peuvent aussi provenir de la possession d'une majorité de pions sur une aile, alors que le nombre de pions est le même sur l'autre aile. Un exemple célèbre est la 34e (et dernière) partie qui opposa Alexandre Alekhine à José Raúl Capablanca lors du match de Championnat du monde de 1927 à Buenos Aires.
|   | a | b | c | d | e | f | g | h |   |
| 8 | Tour noire sur case noire e7 · Pion noir sur case blanche f7 · Roi noir sur case noire g7 · Pion noir sur case blanche g6 · Pion noir sur case noire h6 · Pion noir sur case blanche b5 · Tour blanche sur case noire b4 · Pion blanc sur case noire g3 · Pion blanc sur case noire f2 · Pion blanc sur case noire h2 · Roi blanc sur case blanche f1 | Tour noire sur case noire e7 · Pion noir sur case blanche f7 · Roi noir sur case noire g7 · Pion noir sur case blanche g6 · Pion noir sur case noire h6 · Pion noir sur case blanche b5 · Tour blanche sur case noire b4 · Pion blanc sur case noire g3 · Pion blanc sur case noire f2 · Pion blanc sur case noire h2 · Roi blanc sur case blanche f1 | Tour noire sur case noire e7 · Pion noir sur case blanche f7 · Roi noir sur case noire g7 · Pion noir sur case blanche g6 · Pion noir sur case noire h6 · Pion noir sur case blanche b5 · Tour blanche sur case noire b4 · Pion blanc sur case noire g3 · Pion blanc sur case noire f2 · Pion blanc sur case noire h2 · Roi blanc sur case blanche f1 | Tour noire sur case noire e7 · Pion noir sur case blanche f7 · Roi noir sur case noire g7 · Pion noir sur case blanche g6 · Pion noir sur case noire h6 · Pion noir sur case blanche b5 · Tour blanche sur case noire b4 · Pion blanc sur case noire g3 · Pion blanc sur case noire f2 · Pion blanc sur case noire h2 · Roi blanc sur case blanche f1 | Tour noire sur case noire e7 · Pion noir sur case blanche f7 · Roi noir sur case noire g7 · Pion noir sur case blanche g6 · Pion noir sur case noire h6 · Pion noir sur case blanche b5 · Tour blanche sur case noire b4 · Pion blanc sur case noire g3 · Pion blanc sur case noire f2 · Pion blanc sur case noire h2 · Roi blanc sur case blanche f1 | Tour noire sur case noire e7 · Pion noir sur case blanche f7 · Roi noir sur case noire g7 · Pion noir sur case blanche g6 · Pion noir sur case noire h6 · Pion noir sur case blanche b5 · Tour blanche sur case noire b4 · Pion blanc sur case noire g3 · Pion blanc sur case noire f2 · Pion blanc sur case noire h2 · Roi blanc sur case blanche f1 | Tour noire sur case noire e7 · Pion noir sur case blanche f7 · Roi noir sur case noire g7 · Pion noir sur case blanche g6 · Pion noir sur case noire h6 · Pion noir sur case blanche b5 · Tour blanche sur case noire b4 · Pion blanc sur case noire g3 · Pion blanc sur case noire f2 · Pion blanc sur case noire h2 · Roi blanc sur case blanche f1 | Tour noire sur case noire e7 · Pion noir sur case blanche f7 · Roi noir sur case noire g7 · Pion noir sur case blanche g6 · Pion noir sur case noire h6 · Pion noir sur case blanche b5 · Tour blanche sur case noire b4 · Pion blanc sur case noire g3 · Pion blanc sur case noire f2 · Pion blanc sur case noire h2 · Roi blanc sur case blanche f1 | 8 |
| 7 | Tour noire sur case noire e7 · Pion noir sur case blanche f7 · Roi noir sur case noire g7 · Pion noir sur case blanche g6 · Pion noir sur case noire h6 · Pion noir sur case blanche b5 · Tour blanche sur case noire b4 · Pion blanc sur case noire g3 · Pion blanc sur case noire f2 · Pion blanc sur case noire h2 · Roi blanc sur case blanche f1 | Tour noire sur case noire e7 · Pion noir sur case blanche f7 · Roi noir sur case noire g7 · Pion noir sur case blanche g6 · Pion noir sur case noire h6 · Pion noir sur case blanche b5 · Tour blanche sur case noire b4 · Pion blanc sur case noire g3 · Pion blanc sur case noire f2 · Pion blanc sur case noire h2 · Roi blanc sur case blanche f1 | Tour noire sur case noire e7 · Pion noir sur case blanche f7 · Roi noir sur case noire g7 · Pion noir sur case blanche g6 · Pion noir sur case noire h6 · Pion noir sur case blanche b5 · Tour blanche sur case noire b4 · Pion blanc sur case noire g3 · Pion blanc sur case noire f2 · Pion blanc sur case noire h2 · Roi blanc sur case blanche f1 | Tour noire sur case noire e7 · Pion noir sur case blanche f7 · Roi noir sur case noire g7 · Pion noir sur case blanche g6 · Pion noir sur case noire h6 · Pion noir sur case blanche b5 · Tour blanche sur case noire b4 · Pion blanc sur case noire g3 · Pion blanc sur case noire f2 · Pion blanc sur case noire h2 · Roi blanc sur case blanche f1 | Tour noire sur case noire e7 · Pion noir sur case blanche f7 · Roi noir sur case noire g7 · Pion noir sur case blanche g6 · Pion noir sur case noire h6 · Pion noir sur case blanche b5 · Tour blanche sur case noire b4 · Pion blanc sur case noire g3 · Pion blanc sur case noire f2 · Pion blanc sur case noire h2 · Roi blanc sur case blanche f1 | Tour noire sur case noire e7 · Pion noir sur case blanche f7 · Roi noir sur case noire g7 · Pion noir sur case blanche g6 · Pion noir sur case noire h6 · Pion noir sur case blanche b5 · Tour blanche sur case noire b4 · Pion blanc sur case noire g3 · Pion blanc sur case noire f2 · Pion blanc sur case noire h2 · Roi blanc sur case blanche f1 | Tour noire sur case noire e7 · Pion noir sur case blanche f7 · Roi noir sur case noire g7 · Pion noir sur case blanche g6 · Pion noir sur case noire h6 · Pion noir sur case blanche b5 · Tour blanche sur case noire b4 · Pion blanc sur case noire g3 · Pion blanc sur case noire f2 · Pion blanc sur case noire h2 · Roi blanc sur case blanche f1 | Tour noire sur case noire e7 · Pion noir sur case blanche f7 · Roi noir sur case noire g7 · Pion noir sur case blanche g6 · Pion noir sur case noire h6 · Pion noir sur case blanche b5 · Tour blanche sur case noire b4 · Pion blanc sur case noire g3 · Pion blanc sur case noire f2 · Pion blanc sur case noire h2 · Roi blanc sur case blanche f1 | 7 |
| 6 | Tour noire sur case noire e7 · Pion noir sur case blanche f7 · Roi noir sur case noire g7 · Pion noir sur case blanche g6 · Pion noir sur case noire h6 · Pion noir sur case blanche b5 · Tour blanche sur case noire b4 · Pion blanc sur case noire g3 · Pion blanc sur case noire f2 · Pion blanc sur case noire h2 · Roi blanc sur case blanche f1 | Tour noire sur case noire e7 · Pion noir sur case blanche f7 · Roi noir sur case noire g7 · Pion noir sur case blanche g6 · Pion noir sur case noire h6 · Pion noir sur case blanche b5 · Tour blanche sur case noire b4 · Pion blanc sur case noire g3 · Pion blanc sur case noire f2 · Pion blanc sur case noire h2 · Roi blanc sur case blanche f1 | Tour noire sur case noire e7 · Pion noir sur case blanche f7 · Roi noir sur case noire g7 · Pion noir sur case blanche g6 · Pion noir sur case noire h6 · Pion noir sur case blanche b5 · Tour blanche sur case noire b4 · Pion blanc sur case noire g3 · Pion blanc sur case noire f2 · Pion blanc sur case noire h2 · Roi blanc sur case blanche f1 | Tour noire sur case noire e7 · Pion noir sur case blanche f7 · Roi noir sur case noire g7 · Pion noir sur case blanche g6 · Pion noir sur case noire h6 · Pion noir sur case blanche b5 · Tour blanche sur case noire b4 · Pion blanc sur case noire g3 · Pion blanc sur case noire f2 · Pion blanc sur case noire h2 · Roi blanc sur case blanche f1 | Tour noire sur case noire e7 · Pion noir sur case blanche f7 · Roi noir sur case noire g7 · Pion noir sur case blanche g6 · Pion noir sur case noire h6 · Pion noir sur case blanche b5 · Tour blanche sur case noire b4 · Pion blanc sur case noire g3 · Pion blanc sur case noire f2 · Pion blanc sur case noire h2 · Roi blanc sur case blanche f1 | Tour noire sur case noire e7 · Pion noir sur case blanche f7 · Roi noir sur case noire g7 · Pion noir sur case blanche g6 · Pion noir sur case noire h6 · Pion noir sur case blanche b5 · Tour blanche sur case noire b4 · Pion blanc sur case noire g3 · Pion blanc sur case noire f2 · Pion blanc sur case noire h2 · Roi blanc sur case blanche f1 | Tour noire sur case noire e7 · Pion noir sur case blanche f7 · Roi noir sur case noire g7 · Pion noir sur case blanche g6 · Pion noir sur case noire h6 · Pion noir sur case blanche b5 · Tour blanche sur case noire b4 · Pion blanc sur case noire g3 · Pion blanc sur case noire f2 · Pion blanc sur case noire h2 · Roi blanc sur case blanche f1 | Tour noire sur case noire e7 · Pion noir sur case blanche f7 · Roi noir sur case noire g7 · Pion noir sur case blanche g6 · Pion noir sur case noire h6 · Pion noir sur case blanche b5 · Tour blanche sur case noire b4 · Pion blanc sur case noire g3 · Pion blanc sur case noire f2 · Pion blanc sur case noire h2 · Roi blanc sur case blanche f1 | 6 |
| 5 | Tour noire sur case noire e7 · Pion noir sur case blanche f7 · Roi noir sur case noire g7 · Pion noir sur case blanche g6 · Pion noir sur case noire h6 · Pion noir sur case blanche b5 · Tour blanche sur case noire b4 · Pion blanc sur case noire g3 · Pion blanc sur case noire f2 · Pion blanc sur case noire h2 · Roi blanc sur case blanche f1 | Tour noire sur case noire e7 · Pion noir sur case blanche f7 · Roi noir sur case noire g7 · Pion noir sur case blanche g6 · Pion noir sur case noire h6 · Pion noir sur case blanche b5 · Tour blanche sur case noire b4 · Pion blanc sur case noire g3 · Pion blanc sur case noire f2 · Pion blanc sur case noire h2 · Roi blanc sur case blanche f1 | Tour noire sur case noire e7 · Pion noir sur case blanche f7 · Roi noir sur case noire g7 · Pion noir sur case blanche g6 · Pion noir sur case noire h6 · Pion noir sur case blanche b5 · Tour blanche sur case noire b4 · Pion blanc sur case noire g3 · Pion blanc sur case noire f2 · Pion blanc sur case noire h2 · Roi blanc sur case blanche f1 | Tour noire sur case noire e7 · Pion noir sur case blanche f7 · Roi noir sur case noire g7 · Pion noir sur case blanche g6 · Pion noir sur case noire h6 · Pion noir sur case blanche b5 · Tour blanche sur case noire b4 · Pion blanc sur case noire g3 · Pion blanc sur case noire f2 · Pion blanc sur case noire h2 · Roi blanc sur case blanche f1 | Tour noire sur case noire e7 · Pion noir sur case blanche f7 · Roi noir sur case noire g7 · Pion noir sur case blanche g6 · Pion noir sur case noire h6 · Pion noir sur case blanche b5 · Tour blanche sur case noire b4 · Pion blanc sur case noire g3 · Pion blanc sur case noire f2 · Pion blanc sur case noire h2 · Roi blanc sur case blanche f1 | Tour noire sur case noire e7 · Pion noir sur case blanche f7 · Roi noir sur case noire g7 · Pion noir sur case blanche g6 · Pion noir sur case noire h6 · Pion noir sur case blanche b5 · Tour blanche sur case noire b4 · Pion blanc sur case noire g3 · Pion blanc sur case noire f2 · Pion blanc sur case noire h2 · Roi blanc sur case blanche f1 | Tour noire sur case noire e7 · Pion noir sur case blanche f7 · Roi noir sur case noire g7 · Pion noir sur case blanche g6 · Pion noir sur case noire h6 · Pion noir sur case blanche b5 · Tour blanche sur case noire b4 · Pion blanc sur case noire g3 · Pion blanc sur case noire f2 · Pion blanc sur case noire h2 · Roi blanc sur case blanche f1 | Tour noire sur case noire e7 · Pion noir sur case blanche f7 · Roi noir sur case noire g7 · Pion noir sur case blanche g6 · Pion noir sur case noire h6 · Pion noir sur case blanche b5 · Tour blanche sur case noire b4 · Pion blanc sur case noire g3 · Pion blanc sur case noire f2 · Pion blanc sur case noire h2 · Roi blanc sur case blanche f1 | 5 |
| 4 | Tour noire sur case noire e7 · Pion noir sur case blanche f7 · Roi noir sur case noire g7 · Pion noir sur case blanche g6 · Pion noir sur case noire h6 · Pion noir sur case blanche b5 · Tour blanche sur case noire b4 · Pion blanc sur case noire g3 · Pion blanc sur case noire f2 · Pion blanc sur case noire h2 · Roi blanc sur case blanche f1 | Tour noire sur case noire e7 · Pion noir sur case blanche f7 · Roi noir sur case noire g7 · Pion noir sur case blanche g6 · Pion noir sur case noire h6 · Pion noir sur case blanche b5 · Tour blanche sur case noire b4 · Pion blanc sur case noire g3 · Pion blanc sur case noire f2 · Pion blanc sur case noire h2 · Roi blanc sur case blanche f1 | Tour noire sur case noire e7 · Pion noir sur case blanche f7 · Roi noir sur case noire g7 · Pion noir sur case blanche g6 · Pion noir sur case noire h6 · Pion noir sur case blanche b5 · Tour blanche sur case noire b4 · Pion blanc sur case noire g3 · Pion blanc sur case noire f2 · Pion blanc sur case noire h2 · Roi blanc sur case blanche f1 | Tour noire sur case noire e7 · Pion noir sur case blanche f7 · Roi noir sur case noire g7 · Pion noir sur case blanche g6 · Pion noir sur case noire h6 · Pion noir sur case blanche b5 · Tour blanche sur case noire b4 · Pion blanc sur case noire g3 · Pion blanc sur case noire f2 · Pion blanc sur case noire h2 · Roi blanc sur case blanche f1 | Tour noire sur case noire e7 · Pion noir sur case blanche f7 · Roi noir sur case noire g7 · Pion noir sur case blanche g6 · Pion noir sur case noire h6 · Pion noir sur case blanche b5 · Tour blanche sur case noire b4 · Pion blanc sur case noire g3 · Pion blanc sur case noire f2 · Pion blanc sur case noire h2 · Roi blanc sur case blanche f1 | Tour noire sur case noire e7 · Pion noir sur case blanche f7 · Roi noir sur case noire g7 · Pion noir sur case blanche g6 · Pion noir sur case noire h6 · Pion noir sur case blanche b5 · Tour blanche sur case noire b4 · Pion blanc sur case noire g3 · Pion blanc sur case noire f2 · Pion blanc sur case noire h2 · Roi blanc sur case blanche f1 | Tour noire sur case noire e7 · Pion noir sur case blanche f7 · Roi noir sur case noire g7 · Pion noir sur case blanche g6 · Pion noir sur case noire h6 · Pion noir sur case blanche b5 · Tour blanche sur case noire b4 · Pion blanc sur case noire g3 · Pion blanc sur case noire f2 · Pion blanc sur case noire h2 · Roi blanc sur case blanche f1 | Tour noire sur case noire e7 · Pion noir sur case blanche f7 · Roi noir sur case noire g7 · Pion noir sur case blanche g6 · Pion noir sur case noire h6 · Pion noir sur case blanche b5 · Tour blanche sur case noire b4 · Pion blanc sur case noire g3 · Pion blanc sur case noire f2 · Pion blanc sur case noire h2 · Roi blanc sur case blanche f1 | 4 |
| 3 | Tour noire sur case noire e7 · Pion noir sur case blanche f7 · Roi noir sur case noire g7 · Pion noir sur case blanche g6 · Pion noir sur case noire h6 · Pion noir sur case blanche b5 · Tour blanche sur case noire b4 · Pion blanc sur case noire g3 · Pion blanc sur case noire f2 · Pion blanc sur case noire h2 · Roi blanc sur case blanche f1 | Tour noire sur case noire e7 · Pion noir sur case blanche f7 · Roi noir sur case noire g7 · Pion noir sur case blanche g6 · Pion noir sur case noire h6 · Pion noir sur case blanche b5 · Tour blanche sur case noire b4 · Pion blanc sur case noire g3 · Pion blanc sur case noire f2 · Pion blanc sur case noire h2 · Roi blanc sur case blanche f1 | Tour noire sur case noire e7 · Pion noir sur case blanche f7 · Roi noir sur case noire g7 · Pion noir sur case blanche g6 · Pion noir sur case noire h6 · Pion noir sur case blanche b5 · Tour blanche sur case noire b4 · Pion blanc sur case noire g3 · Pion blanc sur case noire f2 · Pion blanc sur case noire h2 · Roi blanc sur case blanche f1 | Tour noire sur case noire e7 · Pion noir sur case blanche f7 · Roi noir sur case noire g7 · Pion noir sur case blanche g6 · Pion noir sur case noire h6 · Pion noir sur case blanche b5 · Tour blanche sur case noire b4 · Pion blanc sur case noire g3 · Pion blanc sur case noire f2 · Pion blanc sur case noire h2 · Roi blanc sur case blanche f1 | Tour noire sur case noire e7 · Pion noir sur case blanche f7 · Roi noir sur case noire g7 · Pion noir sur case blanche g6 · Pion noir sur case noire h6 · Pion noir sur case blanche b5 · Tour blanche sur case noire b4 · Pion blanc sur case noire g3 · Pion blanc sur case noire f2 · Pion blanc sur case noire h2 · Roi blanc sur case blanche f1 | Tour noire sur case noire e7 · Pion noir sur case blanche f7 · Roi noir sur case noire g7 · Pion noir sur case blanche g6 · Pion noir sur case noire h6 · Pion noir sur case blanche b5 · Tour blanche sur case noire b4 · Pion blanc sur case noire g3 · Pion blanc sur case noire f2 · Pion blanc sur case noire h2 · Roi blanc sur case blanche f1 | Tour noire sur case noire e7 · Pion noir sur case blanche f7 · Roi noir sur case noire g7 · Pion noir sur case blanche g6 · Pion noir sur case noire h6 · Pion noir sur case blanche b5 · Tour blanche sur case noire b4 · Pion blanc sur case noire g3 · Pion blanc sur case noire f2 · Pion blanc sur case noire h2 · Roi blanc sur case blanche f1 | Tour noire sur case noire e7 · Pion noir sur case blanche f7 · Roi noir sur case noire g7 · Pion noir sur case blanche g6 · Pion noir sur case noire h6 · Pion noir sur case blanche b5 · Tour blanche sur case noire b4 · Pion blanc sur case noire g3 · Pion blanc sur case noire f2 · Pion blanc sur case noire h2 · Roi blanc sur case blanche f1 | 3 |
| 2 | Tour noire sur case noire e7 · Pion noir sur case blanche f7 · Roi noir sur case noire g7 · Pion noir sur case blanche g6 · Pion noir sur case noire h6 · Pion noir sur case blanche b5 · Tour blanche sur case noire b4 · Pion blanc sur case noire g3 · Pion blanc sur case noire f2 · Pion blanc sur case noire h2 · Roi blanc sur case blanche f1 | Tour noire sur case noire e7 · Pion noir sur case blanche f7 · Roi noir sur case noire g7 · Pion noir sur case blanche g6 · Pion noir sur case noire h6 · Pion noir sur case blanche b5 · Tour blanche sur case noire b4 · Pion blanc sur case noire g3 · Pion blanc sur case noire f2 · Pion blanc sur case noire h2 · Roi blanc sur case blanche f1 | Tour noire sur case noire e7 · Pion noir sur case blanche f7 · Roi noir sur case noire g7 · Pion noir sur case blanche g6 · Pion noir sur case noire h6 · Pion noir sur case blanche b5 · Tour blanche sur case noire b4 · Pion blanc sur case noire g3 · Pion blanc sur case noire f2 · Pion blanc sur case noire h2 · Roi blanc sur case blanche f1 | Tour noire sur case noire e7 · Pion noir sur case blanche f7 · Roi noir sur case noire g7 · Pion noir sur case blanche g6 · Pion noir sur case noire h6 · Pion noir sur case blanche b5 · Tour blanche sur case noire b4 · Pion blanc sur case noire g3 · Pion blanc sur case noire f2 · Pion blanc sur case noire h2 · Roi blanc sur case blanche f1 | Tour noire sur case noire e7 · Pion noir sur case blanche f7 · Roi noir sur case noire g7 · Pion noir sur case blanche g6 · Pion noir sur case noire h6 · Pion noir sur case blanche b5 · Tour blanche sur case noire b4 · Pion blanc sur case noire g3 · Pion blanc sur case noire f2 · Pion blanc sur case noire h2 · Roi blanc sur case blanche f1 | Tour noire sur case noire e7 · Pion noir sur case blanche f7 · Roi noir sur case noire g7 · Pion noir sur case blanche g6 · Pion noir sur case noire h6 · Pion noir sur case blanche b5 · Tour blanche sur case noire b4 · Pion blanc sur case noire g3 · Pion blanc sur case noire f2 · Pion blanc sur case noire h2 · Roi blanc sur case blanche f1 | Tour noire sur case noire e7 · Pion noir sur case blanche f7 · Roi noir sur case noire g7 · Pion noir sur case blanche g6 · Pion noir sur case noire h6 · Pion noir sur case blanche b5 · Tour blanche sur case noire b4 · Pion blanc sur case noire g3 · Pion blanc sur case noire f2 · Pion blanc sur case noire h2 · Roi blanc sur case blanche f1 | Tour noire sur case noire e7 · Pion noir sur case blanche f7 · Roi noir sur case noire g7 · Pion noir sur case blanche g6 · Pion noir sur case noire h6 · Pion noir sur case blanche b5 · Tour blanche sur case noire b4 · Pion blanc sur case noire g3 · Pion blanc sur case noire f2 · Pion blanc sur case noire h2 · Roi blanc sur case blanche f1 | 2 |
| 1 | Tour noire sur case noire e7 · Pion noir sur case blanche f7 · Roi noir sur case noire g7 · Pion noir sur case blanche g6 · Pion noir sur case noire h6 · Pion noir sur case blanche b5 · Tour blanche sur case noire b4 · Pion blanc sur case noire g3 · Pion blanc sur case noire f2 · Pion blanc sur case noire h2 · Roi blanc sur case blanche f1 | Tour noire sur case noire e7 · Pion noir sur case blanche f7 · Roi noir sur case noire g7 · Pion noir sur case blanche g6 · Pion noir sur case noire h6 · Pion noir sur case blanche b5 · Tour blanche sur case noire b4 · Pion blanc sur case noire g3 · Pion blanc sur case noire f2 · Pion blanc sur case noire h2 · Roi blanc sur case blanche f1 | Tour noire sur case noire e7 · Pion noir sur case blanche f7 · Roi noir sur case noire g7 · Pion noir sur case blanche g6 · Pion noir sur case noire h6 · Pion noir sur case blanche b5 · Tour blanche sur case noire b4 · Pion blanc sur case noire g3 · Pion blanc sur case noire f2 · Pion blanc sur case noire h2 · Roi blanc sur case blanche f1 | Tour noire sur case noire e7 · Pion noir sur case blanche f7 · Roi noir sur case noire g7 · Pion noir sur case blanche g6 · Pion noir sur case noire h6 · Pion noir sur case blanche b5 · Tour blanche sur case noire b4 · Pion blanc sur case noire g3 · Pion blanc sur case noire f2 · Pion blanc sur case noire h2 · Roi blanc sur case blanche f1 | Tour noire sur case noire e7 · Pion noir sur case blanche f7 · Roi noir sur case noire g7 · Pion noir sur case blanche g6 · Pion noir sur case noire h6 · Pion noir sur case blanche b5 · Tour blanche sur case noire b4 · Pion blanc sur case noire g3 · Pion blanc sur case noire f2 · Pion blanc sur case noire h2 · Roi blanc sur case blanche f1 | Tour noire sur case noire e7 · Pion noir sur case blanche f7 · Roi noir sur case noire g7 · Pion noir sur case blanche g6 · Pion noir sur case noire h6 · Pion noir sur case blanche b5 · Tour blanche sur case noire b4 · Pion blanc sur case noire g3 · Pion blanc sur case noire f2 · Pion blanc sur case noire h2 · Roi blanc sur case blanche f1 | Tour noire sur case noire e7 · Pion noir sur case blanche f7 · Roi noir sur case noire g7 · Pion noir sur case blanche g6 · Pion noir sur case noire h6 · Pion noir sur case blanche b5 · Tour blanche sur case noire b4 · Pion blanc sur case noire g3 · Pion blanc sur case noire f2 · Pion blanc sur case noire h2 · Roi blanc sur case blanche f1 | Tour noire sur case noire e7 · Pion noir sur case blanche f7 · Roi noir sur case noire g7 · Pion noir sur case blanche g6 · Pion noir sur case noire h6 · Pion noir sur case blanche b5 · Tour blanche sur case noire b4 · Pion blanc sur case noire g3 · Pion blanc sur case noire f2 · Pion blanc sur case noire h2 · Roi blanc sur case blanche f1 | 1 |
|   | a | b | c | d | e | f | g | h |   |

La (les) tour(s) doit (doivent) se trouver derrière les pions passés (que l'on détient ou que l'adversaire détient) ; c'est la règle de Siegbert Tarrasch. En se plaçant derrière un pion passé de son camp, une tour lui « insuffle sa vie ». 
Une exception à cette règle (pour les Noirs, car pour les Blancs, la règle de Tarrasch continue de s'appliquer) est illustrée par l'exemple ci-contre où le roi blanc doit être coupé du pion passé noir :
La partie se poursuivit par 1...Te5, et non 1...Tb7, et les Noirs gagnèrent.

### Ouvrages ayant servi à l'écriture de cet article
- Grigory Levenfish et Vassili Smyslov, Finales de Tours, Hatier, 1986, 198 p. (ISBN 978-2218-07259-8).
- (en) John Emms, The Survival Guide to Rook Endings, Gambit, 2008 (ISBN 978-1904-60094-7).
- (es) Ramón Rey Ardid, Finales de Torre, Madrid, Fundamentos, coll. « Club de ajedrez », 2004 (1re éd. 1983), 448 p. (ISBN 978-8424-50984-2, lire en ligne).
- Jeremy Silman, La Méthode Silman pour maîtriser les finales aux échecs : Du débutant jusqu'au maître, Échecs et Maths, 2008 (édition canadienne), 2007 pour l'édition originale, 523 p. (ISBN 978-1895-52518-2).

### Autres ouvrages sur le sujet
- (en) Viktor Kortchnoï, Practical Rook Endings, Olms, 2002,  (ISBN 3-2830-0401-3).
- (en) Edmar Mednis, Practical Rook Endings, Chess Enterprises, 1982,  (ISBN 0-9314-6216-9).
- (en) Nikolay Minev (en), A Practical Guide to Rook Endgames, Russell Enterprises, 2004,  (ISBN 1-8886-9022-4).
- (en) Samuel Shankland, Theoretical Rook Endgames, Quality Chess, 2024,  (ISBN 978-1784-83196-7).
- (en) Chris Ward, Starting Out: Rook Endgames, Everyman Chess. 2004,  (ISBN 1-8574-4374-8).